# Georges Perec
Georges Perec (n. 7 martie 1936, Paris, Île-de-France, Franța – d. 3 martie 1982, Ivry-sur-Seine, Île-de-France, Franța) a fost un scriitor francez care s-a ilustrat în genul romanesc, dar a scris și eseuri, piese de teatru radiofonic, poezie, și a fost și un cineast original. A fost un virtuos al scrierii după reguli prestabilite, numite îndeobște constrângeri, și a fost unul dintre membrii cei mai marcanți ai grupului Oulipo. După moartea autorului opera sa și-a mărit continuu prestigiul, fiind considerată ca emblematică, atât pentru pentru literatura franceză, cât și pentru literatura universală.

## Viața și opera

### Copilăria
Georges Perec s-a născut în arondismentul XX din Paris, pe 7 martie 1936, într-o familie de imigranți evrei de condiție modestă originari din Polonia. Părinții săi, Icek Iudko Perec, numit și André, imigrat în Franța la sfârșitul anului 1927, și Cyrla Szulewicz, numită și Cécile, stabilită în Franța cu familia sa la începutul anilor 1920, se căsătoriseră pe 30 august 1934. După înregistrarea nașterii, tatăl îndeplinește procedura pentru atribuirea cetățeniei franceze copilului Georges Perec, conform legii naționalității în vigoare. Familia a păstrat patru ani această alcătuire, înainte ca războiul, ocupația, Holocaustul să o distrugă. 
André (Icek Judko) Perec, tatăl, este rănit sâmbătă, 15 iunie 1940 în operațiunile militare din apropiere de Nogent-sur-Seine și moare a doua zi, într-un spital militar improvizat, cu o săptămână înainte de semnarea armistițiului (22 iunie 1940). Mama, rămasă în Paris din cauza restricțiilor de circulație impuse de ocupanți, este prinsă într-o razie în 23 ianuarie 1943, internată în lagărul de la Drancy și deportată în 11 februarie 1943 la Auschwitz. Multă vreme data de 11 februarie 1943 a fost considerată ca data oficială a decesului Cyrlei Perec, așa cum reiese din „Actul de dispariție” eliberat de Ministerul Foștilor Combatanți și Victime ale Războiului din 19 august 1947 și din decretul aceluiași minister din 13 octombrie 1958. Această dată apare încifrată ca „autografem ” de-a lungul întregii opere literare a lui Georges Perec. Documente recente, pe care scriitorul nu le-a putut cunoaște, precizează că decesul Cyrlei Perec a survenit la Auschwitz, în 16 februarie 1943.
Evacuat de Crucea Roșie la Villard-de-Lans, în zona neocupată a Franței, la începutul anului 1942, după amintirile pe care le păstrează scriitorul despre acest eveniment, precum și după alte mărturii demne de încredere, el trăiește acolo mai întâi în familia mătușii sale Esther Bienenfeld, apoi într-un internat catolic unde va primi și botezul creștin, și în cele din urmă în familia mătușii Berthe, altă soră a tatălui, până la sfârșitul verii anului 1945. La întoarcerea sa la Paris, Georges este luat luat sub tutela mătușii Esther și a unchiului David Bienenfeld și trăiește cincisprezece ani în locuința lor, pe strada Assomption din Paris. 

### Anii de formare
Școlarizarea lui Georges Perec începe cu grădinița sau poate chiar cu clasa pregătitoare la Paris, în 1940-1941, și se continuă la Villard-de-Lans în 1942-1944 și Lans-en-Vercors, în 1944-1945. El își finalizează ciclul școlar elementar la Paris. La vârsta de zece ani, intră la prestigiosul liceu „Claude Bernard” situat în arondismentul unde locuia. Traumele cauzate de pierderea părinților fac necesară o cură de psihoterapie, pe parcursul anilor 1947-1948, în cursul căreia Georges Perec face o încercare de a fugi de acasă. Din cauza problemelor școlare, este nevoit să întrerupă frecventarea liceului „Claude Bernard”, pentru a continua ca intern la Școala medie din Etampes (aprox. 50 km sud de Paris), astăzi Liceul „Geoffroy Saint-Hilaire”. Pe parcursul clasei terminale, Georges Perec își face mai mulți prieteni și face cunoștință cu Jean Duvignaud, profesor de filozofie care va juca un rol determinant în evoluția sa intelectuală și literară. Aceasta este și perioada în care se cristalizează proiectul său de a deveni scriitor. În vara anului 1954, Georges Perec trece examenul de bacalaureat și începe să studieze istoria la Sorbona. Recomandat de Jean Duvignaud, Georges Perec își face debutul ca publicist în La Nouvelle Nouvelle Revue française, cu recenzii despre opere ale unor scriitori contemporani, francezi și străini. În 1956 intră în cercul revistei Les Lettres Nouvelles al cărei director era Maurice Nadeau.
Primul său roman, Pribègii (Les Errants), scris în cursul ultimilor doi ani, este încheiat, însă tânărul romancier consideră că el prezintă prea numeroase defecte și nu-l propune spre publicare. În septembrie își întrerupe studiile și, la întâi noiembrie, face un pelerinaj la mormântul tatălui său, în sectorul militar al cimitirului comunal din Nogent-sur-Seine. A doua criză existențială majoră din viața sa datează din același an. Ea îl conduce pe Georges Perec la o nouă cură de psihoterapie, cu Michel de M’Uzan.
În 1956-1957, Perec frecventează redacțiile literare, publică articole de critică și de teorie literară, se angajează ca documentarist, ceea ce îi permite să se mute temporar, din strada Assomption. În 1957, face un sejur în Iugoslavia, la Saraievo și Belgrad, și lucrează la un nou roman, Atentatul de la Sarajevo, ulterior refuzat de editor și pierdut. Anii de serviciu militar obligatoriu (1958-1959), Georges Perec îi petrece în unitatea de parașutiști din Pau, în sudul Franței, lucrând la un nou roman, intitulat Noaptea, apoi Gaspard, și Gaspard n-a murit, pentru a deveni în final Condotierul, „text în două părți din care una o deconstruiește pe cealaltă ”, considerat și el mult timp ca pierdut și regăsit recent de David Bellos.
Anii 1959-1963 sunt dominați de căutări estetice, corespunzător proiectului revistei Linia generală, precum și de o colaborare activă la revistele Les Lettres Nouvelles și Partisans. Aceștia sunt și anii unei încercări de organizare lucidă a propriei vieți și cariere, marcați de căsătoria cu Paulette Petras (1960), de amenajarea apartamentului propriu din strada Quatrefages, de sejurul tunisian (1961) și, în final, de ocuparea unui post de documentarist într-un laborator al CNRS pe care nu-l va părăsi timp de 17 ani. 

### Anii maturității literare

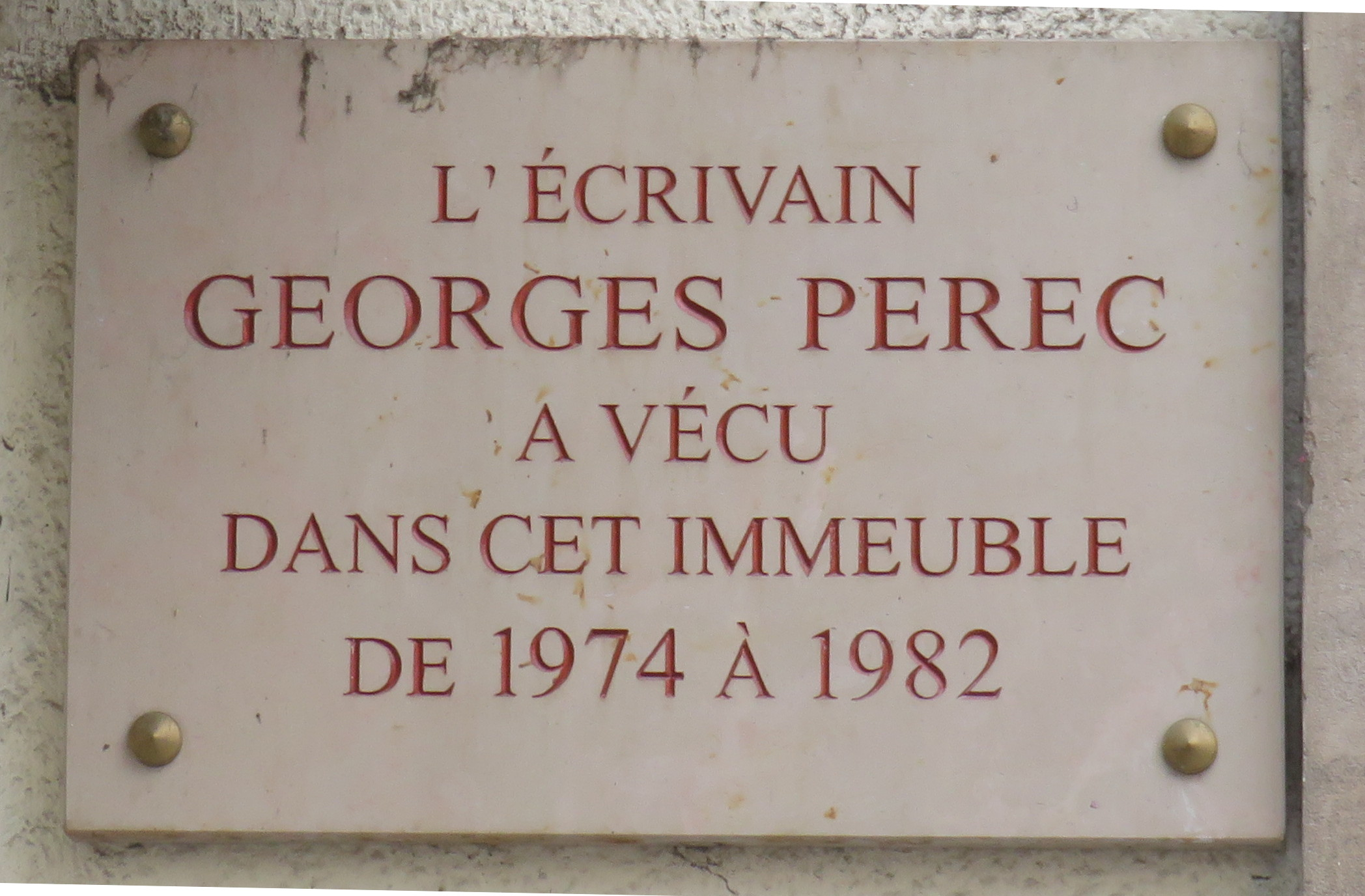
Placa memorială de pe locuința scriitorului din Paris, 13 rue Linné

În 1962, Perec schițează un nou roman, al cărui titlu se va schimba în timp de mai multe ori: Banda magnetică, Marea aventură, pentru a deveni în final Lucrurile, titlu sub care va fi publicat la Julliard, în 1965, obținând Premiul Renaudot. Însă volumele următoare, Care motoretă cu ghidon cromat din fundul curții ? (1966) și Un om care doarme (1967) suscită puține ecouri, în pofida originalității, a valorii lor literare și a noutății concepției lor estetice.
Anul 1967 este una dintre marile răspântii din viața scriitorului Georges Perec. Mai multe căi de creație sunt legate de el: 
1.	În plan filozofic, el marchează despărțirea lui Georges Perec de ideologiile care l-au marcat în tinerețe: realismul lukàcsian, marxismul althuserian etc. Îndepărtarea de jurnalism și de diversele mode contemporane îl conduc pe Georges Perec spre o reflecție estetică profundă, spre inovarea metodelor de lucru și a stilisticii sale. 
2.	Aderarea lui Georges Perec la grupul Oulipo este evenimentul crucial care va favoriza dezvoltarea și exprimarea deplină a înclinațiilor sale, înlăturarea blocajelor, nașterea unei opere ludice de o întindere, varietate și valoare literară recunoscute. 
3.	Realizarea piesei radiofonice Die Maschine (Mașina) marchează începutul unei cariere dramatice radiofonice concretizată în volumul Théâtre (1981) dar care subsumează și estetica infraordinarului din „tentativele” perechiene de "epuizare” a anumitor locuri pariziene. 
4.	Valorificarea literară a preocupărilor sale autobiografice, inclusiv sub aspectul asumării conștiente a evreității sale: aceste preocupări vizează materializarea unui proiect autobiografic distinct – Arborele, o istorie a familiei sale.
Primul roman „oulipian” al lui Georges Perec, Dispariția este publicat în 1969, luând prin surprindere publicul și critica. Proiectul Locuri datează din același an și întrunește trei dintre direcțiile care se schițau la cotitura anului 1967: scriitura autobiografică, descrierea directă din perspectiva infraordinarului și, mai puțin vizibilă, atracția pentru ludicul structurant. O primă versiune a romanului autobiografic W sau amintirea din copilărie este publicată în foileton în La Quinzaine littéraire între octombrie 1969 și august 1970.
Din 1971 până în 1975, Georges Perec urmează o nouă cură psihanalitică, cu J.-B. Pontalis. Ea va genera unele ecouri, estompate, în diversele opere ale acestei perioade. Publicarea volumului Prăvălia întunecoasă (1973) reprezintă un fel de fișă de observație onirică a perioadei 1968-1972. În 1972, Perec publică Strigoaicele și prezintă la Oulipo proiectul romanului Viața mod de întrebuințare. Anul 1973 aduce o nouă lărgire a evantaiului de forme de exprimare estetică prin realizarea filmului Un om care doarme care, departe de a rămâne o experiență unică, va fi urmat de Locurile unei fugi în 1976 și de Povestiri despre Ellis Island (1979). Publicarea volumului autobiografic W sau amintirea din copilărie în 1975 încununează cercetarea parcursului personal și marchează abandonarea a două proiecte autobiografice mai vechi: Arborele și Locuri. Redactarea romanului Viața mod de întrebuințare absoarbe și ea un mare număr de date autobiografice. În 1978, romanul Viața mod de întrebuințare este publicat, fiind încununat cu prestigiosul premiu Medicis. Mi-aduc aminte vede lumina tiparului în același an. Anul 1979 este anul ultimelor două povestiri antume ale lui Georges Perec: Un cabinet de amator și Călătoria de iarnă.

### Ultimul roman și sfârșitul

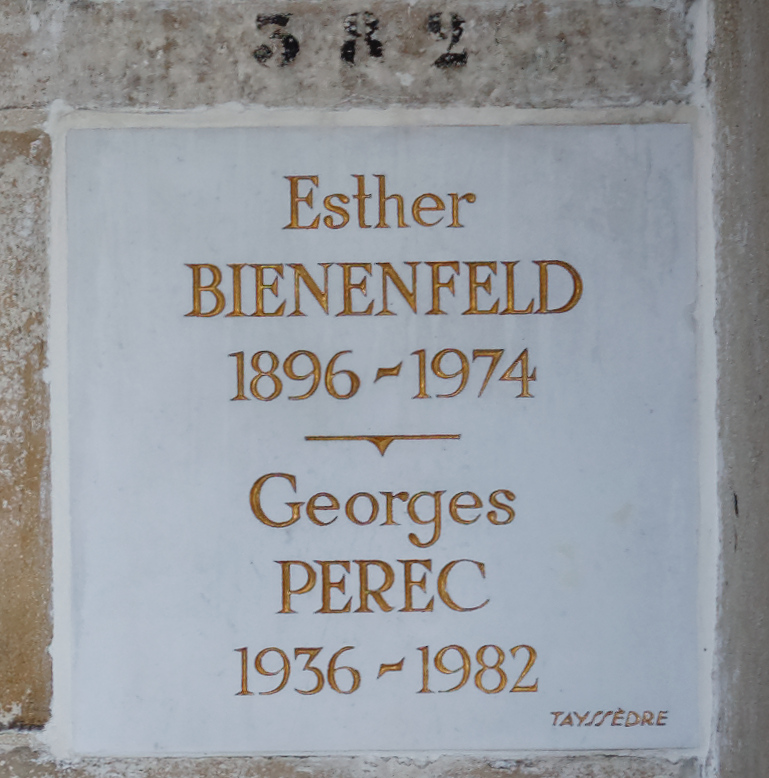
Placa funerară a lui Georges Perec din columbarul Cimitirului Père Lachaise (diviziunea 87, firida 382)

In 1981, Georges Perec face un sejur de două luni în Australia, la Universitatea din Queensland. Coincidența duratei călătoriei sale cu cea a redactării romanului Mânăstirea din Parma de către Stendhal îl determină pe Georges Perec să-și intituleze romanul în curs „53 de zile”. La întoarcerea în Franța, află că este atins de un cancer bronșic. Georges Perec se stinge pe 3 martie 1982, în Spitalul Charles Foix din Ivry-sur-Seine, unde fusese internat. Urna cu cenușa sa este depusă în firida 382 din columbarul Cimitirului Père Lachaise.
Publicarea eseurilor sale, începută în 1974 cu Specii de spații va continua după moartea scriitorului cu A gândi/A clasa, în 1985, M-am născut, în 1990 și altele. „53 de zile”, editat de Jacques Roubaud și Harry Matthews, este publicat în 1989. Articolele teoretice de tinerețe vor fi preluate în volumul LG, o poveste din anii șaizeci. Texte inedite, regăsite, au văzut lumina tiparului după 1990. Ansamblul documentelor rămase după decesul lui Georges Perec este adăpostit de Biblioteca Națională a Franței, filiala Biblioteca Arsenalului.

### Georges Perec și Atelierul de Literatură potențială (Oulipo)
Georges Perec a fost invitat să se alăture grupului Oulipo în martie 1967, la recomandarea lui Jacques Roubaud care cunoștea interesul lui Perec pentru teme apropiate preocupărilor Atelierului de Literatură Potențială. Cititorul avizat descoperă fără surprindere în romanele anterioare elemente ludice, de exemplu, tehnica citațională pe care se baza romanul Un om care doarme, cunoscută la Oulipo sub numele de centon. Însă Perec nu intersectase cercul Oulipo când a pus-o la punct pe cont propriu, în 1965-1966. Totuși, aderarea la grupul literar va reprezenta pentru Perec o adevărată piatră de hotar, dacă nu chiar o ruptură, un nou început, pe baze estetice originale, descoperirea unui filon literar puțin explorat și a unor tehnici de scriitură susceptibile de a-i furniza libertatea de invenție de care avea nevoie. 
Oulipo nu este o școală, un curent sau o avangardă literară și nu revendică legături ideologice contextuale. Ambiția sa se limitează la a pune la dispoziția scriitorilor, cu predilecție pentru travaliul asupra semnificantului, proceduri formale inedite, susceptibile să conducă sau să ajute la crearea unor opere pe baza unor caracteristici sau reguli predeterminate numite constrângeri. Prin această aplecare spre o practico-teorie, atelierul se situează la antipodul Suprarealismului, în special în ceea ce privește caracterul lucid al travaliului asupra semnificantului. Constrângerea este obstacolul care blochează drumurile bătătorite ale tradiției literare și obligă la aflarea unor căi de acces neconvenționale, a unor racursiuri metaforice revelatoare; ea deplasează problema inspirației spre dimensiunea obiectivă a literaturii, spre ființa ei de limbaj, eliberează imaginarul și creația, reînnoind convențiile pe care se întemeiază modul literar de simbolizare și de semnificare, permițând refacerea legăturilor dintre sunet și sens, sarcină antică și modernă în aceeași măsură și miză literară eternă. Georges Perec și-a însușit profund principiile oulipiene: „aproape niciuna (dintre cărțile mele) nu s-a făcut fără ca eu să fi recurs la o constrângere ori la o structura oulipiană oarecare, fie și numai cu titlu simbolic și fără ca amintita structură ori constrângere să mă constrângă în vreun fel.” Reflectând asupra unei practici ludice a scriturii, Perec face constatarea că operele care o ilustrează sunt, de obicei, expediate în uitare sau marginalizate:
Preocupată numai de majusculele sale (Opera, Stilul, Inspirația, Viziunea despre Lume, Opțiunile fundamentale etc.), istoria literară pare mai degrabă a ignora scriitura ca practică, ca lucrare, ca joc. Artificiile sistematice, manierismele formale (ceea ce în ultimă analiză îi constituie pe Rabelais, pe Sterne, pe Roussel...) sunt aruncate în aceste registre de azil pentru nebuni literari care sunt acele volume de „Curiozități”: „Biblioteci distractive...”, „Culegeri de ciudățenii...”, „Divertismente filologice...”, „Frivolități literare...” […] Constrângerile sunt tratate în ele ca aberații, ca monstruozități patologice ale limbajului și ale scriiturii; operele pe care le suscită ele nu au drept la statutul de opere: […] ele rămân monștri paraliterari, cu drept doar la o simptomatologie a cărei enumerare și al cărei clasament ordonează un întreg dicționar al demenței literare.

Georges Perec reia o tradiție bogată, deși devalorizată în cadrul instituției literare tradiționale, cu scopul de a reinvesti ludic câmpul literaturii. El a practicat scrierea sub constrângere și înainte de intrarea sa în Oulipo, în opera sa de tinerețe (P.A.L.F., structurile bipartite, citarea ascunsă, pastișa, etimologiile false, saturația prin tehnica „locurilor retorice”, poetica centonului, autobiografemele mascate etc.). Aderarea la Oulipo însă este o cotitură care eliberează energia creatoare a scriitorului sub semnul poeticii ludice. Opera „oulipiană” a lui Georges Perec cuprinde romane și poezie și are reverberații puternice în operele cu caracter autobiografic și dramatic. Oricâtă importanță ar căpăta constrângerea, un text oulipian nu este niciodată o simplă mașinărie lingvistică reductibilă la un program bazat pe un algoritm matematizabil cum s-a putut afirma. Punerea în operă a constrângerii nu exclude nici sensibilitatea, nici emoția. Bernard Magné a demonstrat că textele din Claustrarea, create sub constrângeri combinatorii implacabile, deschid spre autobiografie și sunt impregnate de emoție, „ca un răspuns estetic capabil de a capta diversitatea, durerile, contradicțiile unui Occident post-atomic, postcolonial, post-holocaust”. Putem vorbi dspre o „simbioză” între Perec și Oulipo, despre o perioadă de impliniri fără precedent, atât pentru Oulipo cât și pentru Perec. Într-un interviu cu Jacques Bens, Georges Perec se descria ca fiind „oulipian în proporție de 97%”. Activitatea lui Georges Perec la Oulipo a acoperit toate direcțiile. Jacques Roubaud scrie: 
 
Nimeni mai mult ca Perec nu s-a consacrat într-un mod atât de integral, de aplicat, de înverșunat, de pasionat, de euforic și de ironic în același timp ideii unei literaturi complet determinate de constrângere, de alegerea acelor reguli arbitrare, a acelor specii de axiome pe care el și le impunea în momentul în care se apuca să umple foaia de hârtie din fața lui.

Dacă Atelierul a oferit un cadru și o legitimare jocurilor perechiene, Perec i-a oferit în schimb atelierului titlurile sale de noblețe: 
 
Însă ce-i datorăm mai mult, este faptul de a fi oferit Atelierului o operă indiscutabilă. […] Aveam în sfârșit dovada că procedeele de scriitură propuse de amicii lui Queneau și ai lui Le Lionnais puteau să susțină comparația cu marile modele clasice.

Oulipo susține căutările lui Georges Perec, furnizându-le un cadru teoretic și inserând travaliul perechian într-un praxis colectiv bazat pe ideea scriiturii ca proces transformational. 

## Opera literară a lui Georges Perec
Invitat să-și comenteze propria operă, Georges Perec face două observații generale: că a existat dintotdeauna la el o căutare a diversității și că tot ce a scris se anexează unuia din cele patru câmpuri de interes ale sale, care au generat patru tipuri de scriitură diferite: 
Prima dintre aceste interogații poate fi calificată drept „sociologică”: cum să privești viața cotidiană; ea este la originea unor texte ca Lucrurile, Specii de spații, Încercare de descriere a câtorva locuri pariziene și a muncii depuse cu echipa de la Cause commune în jurul lui Jean Duvignaud și al lui Paul Virilio; a doua este de ordin autobiografic: W sau amintirea din copilărie, Dugheana întunecoasă, Mi-aduc aminte, Locuri unde am dormit etc. ; a treia, ludică, are legătură cu gustul meu pentru constrângeri, pentru „isprăvi”, pentru „game”, pentru toate cele pentru care Oulipo mi-a dat ideea și mijloacele: palindroame, lipograme, pangrame, anagrame, izograme, acrostihuri, cuvinte încrucișate etc. ; a patra, în sfârșit, se referă la romanesc, la gustul pentru povestiri și peripeții, la dorul de a scrie cărți care se citesc dintr-o suflare, pe burtă în pat: Viața mod de întrebuințare este aici exemplul tip.

Perec pune în evidență două constante care traversează și definesc aceste patru zări ale operei sale – povestea propriei sale vieți și mijlocirea ludică – precizând: 
 
Aproape niciuna din cărțile mele nu se sustrage unui anume marcaj autobiografic (de exemplu prin inserarea într-un capitol aflat în curs de redactare a unei aluzii la un eveniment întâmplat în ziua respectivă); și de asemenea, niciuna nu s-a făcut fără ca să fi recurs la vreo constrângere oulipiană, fie și numai cu titlu simbolic și fără ca amintita constrângere să mă constrângă în vreun fel. 

### Georges Perec romancier și nuvelist
Opera perechiană în proză se compune din opt romane antume, trei romane postume și un roman-foileton inedit, precum și din cinci nuvele reunite în volumul Cantatrix sopranica L și alte scrieri științifice (Seuil, 1991).
Tentația romanescului este definitorie pentru scriitorul Georges Perec. Ea este alimentată de pasiunea înțelegerii realului, de constanta ludică, sub egida Oulipo și de cea autobiografică. Acest melanj inextricabil face din opera romanescă a lui Georges Perec nu numai o operă originală, dar și una novatoare. Astfel, în anii 1970, romanul perechian amorsează una din tendințele cele mai productive ale romanului contemporan, concretizată prin regăsirea gustului narațiunii, a plăcerii de a povesti, de a imagina peripeții și intrigi, și nu în ultimul rând, prin reînnodarea legăturii cu realitatea socială și cu o tradiție literară pe deplin asumată și clasată și pusă în abis ca fapt istoric cultural, într-o operă dezinvoltă și în același timp complexă, extrem de elaborată. Proza ficțională a lui Georges Perec cunoaște, cronologic, trei etape, ilustrând succesiv preocuparea sociologică a scriitorului, influențată de Georg Lukács și de Colegiul de sociologie (Georges Bataille, Michel Leiris etc.), abordarea ludică, formalistă, specifică Oulipo și noua libertate romanescă, post-oulipiană, în care scriitorul face o sinteză de tradiție și de modernitate romanescă.
Ciclul sociologic: Lucrurile, Care motoretă cu ghidon cromat din fundul curții?, Un om care doarme

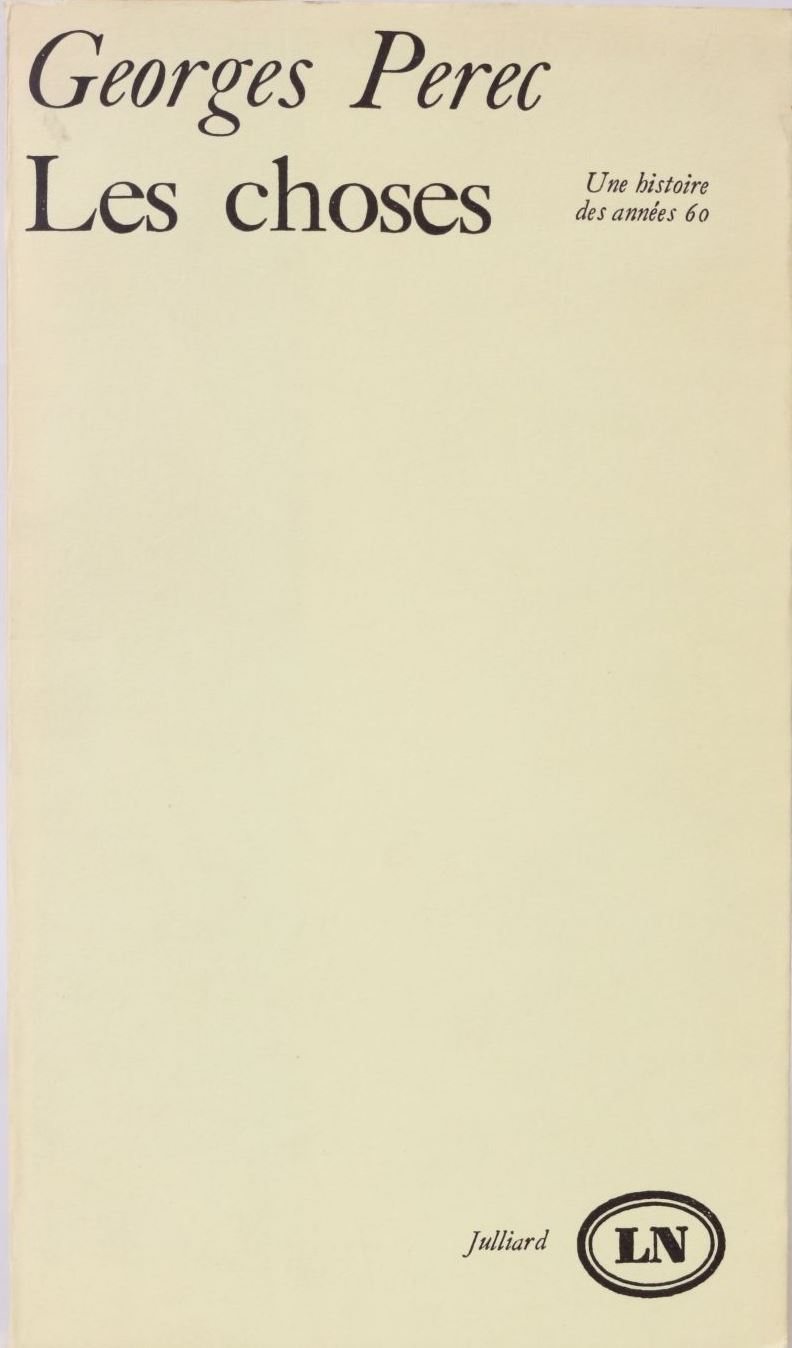
Coperta primei ediții a romanului Les choses (1965)

Lucrurile, roman scurt dar cizelat, tematizează, prin intermediul unui cuplu banal dificultatea de a trăi la începutul anilor 1960. Premiul Renaudot (1965) îl va consacra pe autor ca moralist, căci titlul trimite la o opoziție al cărei al doilea termen este ocultat: de o parte lucrurile neînsuflețite, dar frumoase, care vor ocupa spațiul romanesc, de cealaltă spiritul, sufletul, marele absent din peisajul și din angrenajul societății de abundență. Scriitorul este solidar cu lumea în care trăiește, dar privirea lui este încărcată de ironie. 
Perec descrie viața cotidiană a unei tinere perechi, Jérôme și Sylvie, încă studenți, ajunși la vârsta adultă printre lucrurile atrăgătoare pe care le oferă, sau doar le promite, societatea de consum, destul de cultivați pentru a aprecia calitatea, finețea, savoarea, eleganța lor, dar insuficient pregătiți pentru a-și apăra identitatea printr-o privire critică asupra lumii. Pentru ei, reprezentarea fericirii se oprește la posesia lucrurilor dorite, a avea însemnând a fi. Ei cred că posesia lucrurilor înlocuiește tradiția, educația, tablourile de familie, rafinamentul cultural, afecțiunea, sufletul. Lucrurile ar fi astfel garanții ale unei identități, ale unui statut social, chiar ale unui gen inedit de noblețe modernă. Jérôme și Sylvie parcurg un fel de inițiere în arta de a trăi în societatea de consum, în materialismul ambiant acaparator. Ei caută rituri, o filozofie a vieții din care să extragă un sens existențial și care să-i valorizeze în propriii lor ochi și în mediul lor social. Însă tânăra pereche se sufocă sub detalii materiale. Primejdia unei crize și nevoia de a lua distanță îi fac să plece în străinătate, la Sfax, în Tunisia, dar dezgustul de viață îi apucă din nou, și acolo, departe de reperele lor, și nu le rămâne decât să aștepte reîntoarcerea în imperiul unde lucrurile saturează universul, desemnând în același timp golul. Jérôme și Sylvie sfârșesc prin a deveni mici burghezi conformiști.  
Perec nu moralizează, nu face roman cu teză nici discurs didactic despre capcanele societății de consum, ci se apleacă cu înțelegere și blândă ironie asupra eroilor. De aceea, o generație întreagă s-a recunoscut în ei, înainte ca Herbert Marcuse să fi făcut teoria societății de consum. Tehnica scriiturii Lucrurilor pune în valoare un întreg acquis cultural, mergând de la „locurile retorice” clasice până la scriitorii contemporani și scriitura mediatică. Povestea cuplului se scrie ca replică imitativă, la un secol distanță, a romanului flaubertian Educația sentimentală, și această relație intertextuală este definitorie, în ciuda numeroaselor elemente referențiale, autobiografice, sociologice, istorico-politice și culturale.  
Care motoretă cu ghidon cromat din fundul curții? este, printre altele, o ireverențioasă și subversivă refolosire a unor termeni de retorică culeși de Perec în timpul asistenței sale sporadice la cursurile lui Roland Barthes. Această povestire despre o dezertare nereușită și despre un act umanitar eșuat, dincolo de tot ce poate avea polemic, critic, decapant, se impune prin stilul său epic, considerat a-i îngroșa în același timp romanescul și parodia. Care motoretă cu ghidon cromat din fundul curții? aduce în prim plan un principiu de compoziție în care povestirea servește drept pretext pentru ilustrarea unui catalog de figuri retorice, fiind secundară, dacă nu chiar superfetatorie. Supusă unui proces de deconstrucție metodică, narațiunea cauționează isprava retorică. În această povestire de vorbe (frumoase), scriitorul dă liber curs invenției celei mai burlești, dublându-i efectul cu o fină ironie. Figurile retorice intervin pentru a denunța vidul de idei, inanitatea limbajului, tendința acestuia de a se substitui acțiunii, pentru a împodobi absurd povestea derizorie a incapacității, a demisiei, a descompunerii unei generații pe fondul ideologic al societății tuturor posibilităților. Scrierea acestui text este o experiență hotărâtoare în cariera de scriitor a lui Georges Perec, ea reprezintă una dintre primele abordări ale constrângerii în sens oulipian. Punând, ca și în Lucrurile, în prim plan materia sociologică, Perec face un pas mai mult în sensul desprinderii de realismul lukácsian, al edificării unei estetici proprii, subversive, a romanului modern. 
Continuatoarea reală, dar divergentă, a Lucrurilor este Un om care doarme, publicat în 1967. Scris la persoana a doua singular, romanul este, din punct de vedere tehnic, o experiență rarisimă în literatura franceză. „Tu”-ul perechian instituie o dedublare prin care un X – conștiința, cugetul, rațiunea – verbalizează actele prin care se manifestă personajul. Personajul kafkaian fără nume desemnat prin pronumele „tu” este în curs de a traversa o criză existențială care face din el o ființă apatică, amintind când de eroul masochist al lui Knut Hamsun din Hunger [Foamea], când de puternicul caracter pasiv al lui Bartleby din nuvela eponimă a lui Herman Melville. Cartea împletește în tramă episoade „realiste” cu episoade onirice, iar textul-centon se țese din citate, trimiteri și aluzii la cincisprezece opere de unsprezece autori francezi din trecut sau contemporani. Un om care doarme corespunde mai mult decât Lucrurile proiectului perechian de literatură citațională, fiind cu adevărat un roman intertextual, atât pe plan tematic, cât și în registrul stilistic. 
Ciclul oulipian: Dispariția, Strigoaicele
A scrie un roman fără litera „e” – proiectul cel mai remarcabil al lui Perec, pe care Oulipo îl consideră ca o lipogramă capitală – a fost pentru Perec nu atât o demonstrație de virtuozitate, cât un dispozitiv destinat a fabrica idei literare noi. Romanul constituie o ilustrare a metodei sintetice a Oulipo, constând din crearea și aplicarea unor constrângeri creative.
Romanul Dispariția este, literal, o lipogramă, o carte din care lipsește cu desăvârșire litera cea mai frecvent folosită a limbii franceze, „e”. Dacă în Dispariția litera „e” lipsește, în Strigoaicele (1972), „e”-ul este invaziv, fiind singura vocală folosită, în detrimentul tuturor celorlalte. În cele două lipograme, constrângerea aplicată materialului lingvistic se repercutează la toate nivelurile scriiturii, determinând o dezorganizare a modelelor clasice prin trucaje și entorse gramaticale, grafice, semantice. Scriind fără litera „e” sau numai cu ea, Perec uzează, indirect, de o violență traumatică asupra cititorului. În Dispariția, constrângerea nu numai că determină subiectul autoreflexiv al romanului, în care personajele fac cercetări privind dispariția lui Anton Voyl, dar prezintă alegoric exterminarea evreilor și a altor etnii și categorii socio-politice de către naziști în timpul celui de-al Doilea Război Mondial. Romanul prezintă impactul traumei, omițând reprezentarea directă a acesteia. Absenții își fac simțită prezența și după dispariția lor, ca umbrele nucleare ale Hiroshimei.
Scriitura lipogramatică constă din punerea accentului pe materialitatea originară a cuvintelor (fonetică, grafică), din lărgirea abisului care se deschide între esență și aparență. În același timp, pe plan narativ, narațiunea marchează o promovare și o subvertire totală. Promovare, deoarece ea este ingredientul mereu prezent de aici încolo în opera romanescă, demersul perechian având valoarea unei restaurări a statutului narațiunii în romanul francez din a doua jumătate a secolului trecut; subvertire, deoarece povestirea astfel restaurată va fi tot timpul supradeterminată, minată și consolidată în același timp, conducând spre o semioză care-i schimbă statutul și funcționarea. În Dispariția, ea furnizează aventuri neverosimile, exotice, crude și pasionate, între care cele ale protagoniștilor de prim plan. La fel, Strigoaicele cumulează furturi, anchete polițiste și povestiri de dezmățuri sexuale în genul celor ale marchizului de Sade. A subverti pentru a reînnoi pare a fi regula pe care și-o dă Perec în aceste două povestiri: a păstra funcțiile povestirii clasice, rezervându-și prerogativa de a opera, din interior, înnoirea semiozei. Este ceea ce Perec explică în Postfața la Dispariția:
Travaliul său, așa confuz cum fu într-un abord inițial, îi păru a da răspuns la obligații grămadă: întâi, autorul fabrica un roman „original”, însă îl și amuza (Ramun Quaino, căruia s-a jurat famulus nu zis-a cândva: „Nu mâzgălim ca să-ntristăm norodul”?), ci mai cu samă, dând iar viață subtilului raport stând la baza significării, ar participa, ar colabora la parturiția unui solid impuls abraziv, criticând ab ovo infructuosul substrat […] și ar înapoia romanului, într-un viitor, știința inspirantă, forța inovantă a unui dispozitiv narativ socotit anacronic.

În Dispariția, absența literei „e” exclude aproximativ o treime dintre cuvintele vocabularului activ. Cuvintele condamnate nu sunt neutru absente, ci sunt excluse, interzise, ele sunt lipsuri, goluri care se resimt la lectură. Dispariția lui „e” constituie matricea povestirii care, astfel, se întemeiază pe o absență. Personajul central, Anton Voyl suferă de o boală pe care nu o (re)cunoaște. Căutările sale se îndreaptă mai întâi spre origini, însă genealogia dezvăluie și ascunde în același timp secretul răului său. Anton Voyl îl lasă pe cititor să înțeleagă că „ignora dar știa”, sau că „știa dar ignora” taina sa și, de fapt, a romanului. El moare, căzând într-un „blanc”: 
S-ar fi spus că în adâncul covorului un fir urzi obscurul punct alfa, icoana vastului Tot, arătând din plin infinitul Cosmosului, punct primordial cu o panoramă totală țâșnind dintr-însul, hău abisal cu raza nulă, câmp obscur căruia-i trasa uluitorul liman, căruia-i urma insinuantul contur, trombă, muri înalți, ocnă, stavilă-n fața cui s-o parcurgă fără să o poată birui cândva.

Dispariția este astfel o operă criptică, pe care cititorul este invitat să o descifreze, o parodie cu accente întunecate, întorsături de situație și echilibristică de stil, toate dublate de straturi subtile în care se pune voalat în discuție însăși formula textului și constrângerile lipogramatice, la nivel metatextual. Sub pana lui Perec, jocul nu mai este accesoriu, el devine procedeu constitutiv al scriiturii, al artei literare. În „Post-scriptumul” – lipogramatic și el –, autorul se răfuiește cu romanul tradițional, dar și cu alte forme de roman. El explică cititorului geneza și poetica romanului, fundamentul ontologic și scopul său ca manifestare a constrângerii, pe care scriitura lipogramatică își propune a o revela pentru a o voala și a o sugera pentru a o ascunde. Problema lui Perec nu era doar să găsească soluții susceptibile de a masca absența, lipsa, golul, ci tocmai de a menține această lipsă într-un prezent continuu și activ, de a o face resimțită la toate nivelurile textului, astfel încât lipsa, misterul dispariției să fie în permanență resimțite intuitiv, fără a fi enunțate. Dispariția dovedește că limbajul funcționează și în condițiile lipogramei, însă el produce un „joc” care semnalează că ceva s-a rupt în el, că există undeva un defect (atât în sensul de „pană” cât și în sensul de „lipsă”) și un efect de distanțare care conduce cititorul spre semnificația textului. Romanele Dispariția și Strigoaicele sunt textele arhetipale ale primei decade de existență a Oulipo. Ele constituie ilustrarea cea mai amplă a căutărilor oulipiene și a metodei însăși a travaliului sintetic oulipian.
 
Dincolo de Oulipo: W sau amintirea din copilărie, Viața mod de întrebuințare
W sau amintirea din copilărie conține o serie de amintiri din primii zece ani de viață ai autorului (1936-1945) și o ficțiune autobiografică, încrucișate între ele și îmbinate, ca într-o spirală bifilară, rămânând însă deschise una spre cealaltă, într-un raport de implicitare și de osmoză. Ficțiunea W este de fapt rescrierea, la vârsta maturității, a unei povestiri pierdute a copilului Perec. Ea începe ca narațiune a unui dezertor care se ascunde sub o identitate de împrumut și pornește în căutarea celui al cărui nume îl poartă, acesta din urmă dispărut el însuși în cursul unei croaziere împreună cu mama sa. Ea continuă ca un roman epistemic prin descrierea antropologică a insulei W, aflată undeva pe o insulă din mările Țării de Foc. W este atât o povestire de naufragiu cât și o autobiografie „oblică”, scrisă sub forma unei ficțiuni despre o cetate organizată în întregime în jurul unor sinistre competiții sportive între atleți înveșmântați în costume însemnate cu litera „W”. Dacă premiza pare a se situa undeva între Republica lui Platon și Jocurile foamei, narațiunea cu alură de studiu etnografic trimite permanent la universul concentraționar. Alternarea capitolelor de autobiografie reală cu cele ale autobiografiei fictive deschide între acestea un abis amețitor. Despre geneza cărții, Perec spune: „Proiectul de a scrie povestea mea s-a format aproape în același timp cu proiectul meu de a scrie. ” Problematic la el este actul însuși al amintirii. El spune: 
Eu nu am aminiri din copilărie. Până aproape în al doisprezecelea an al vieții mele, povestea mea se cuprinde în câteva rânduri: l-am pierdut pe tata la patru ani, pe mama, la șase; am petrecut războiul în diverse pensiuni din Villard-de-Lans. În 1945, sora tatălui meu și soțul ei m-au adoptat.

În raport cu tradiția genului autobiografic, W sau amintirea din copilărie prezintă, două particularități; una constă în a supune materialul autobiografic examenului critic și îndoielii metodice, cealaltă, în a integra în aceeași carte componenta ficțională. Perec nu poate povesti, din cauză că și-a pierdut memoria, însă fotografiile, cărțile și alte obiecte îi permit să cunoască, să descrie și să califice, depășind caracterul volatil al urmelor memoriale. Scriitura sa, despuiată de orice înflorituri stilistice, reușește să evacueze orice patos, orice sentimentalism, chiar dacă rămâne, subiacentă, angoasa în fața amintirii „absenților vii”, a celor dispăruți, a căror amintire este în același timp fragilă și indelebilă.

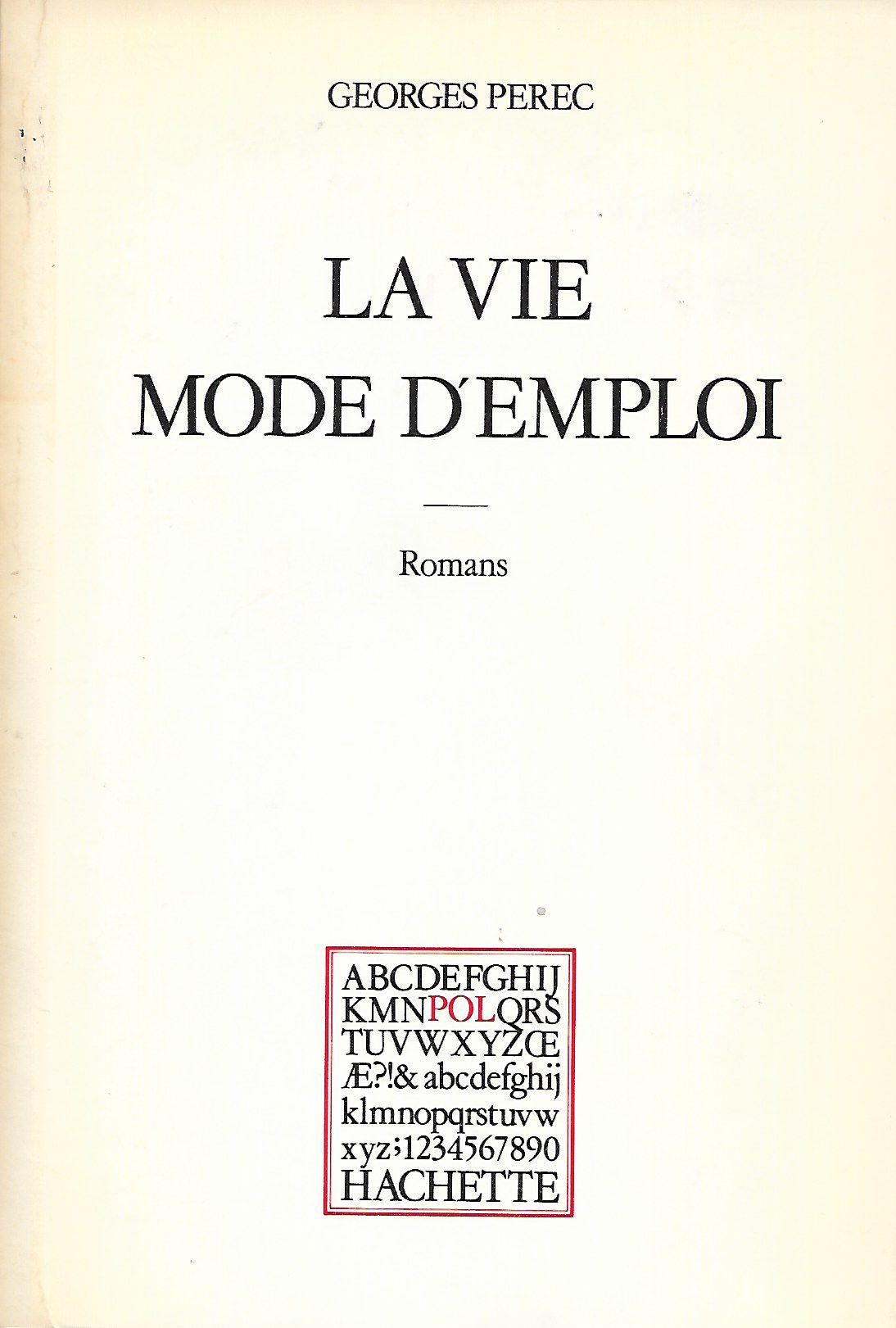
Coperta primei ediții a romanului La Vie mode d'emploi (1978)

Cu Viața mod de întrebuințare, Perec inventează romanul-puzzle. Este vorba despre un roman gestaltist, saga unui imobil din Parisul configurat de baronul Haussmann sub Napoleon III, de la lotisare (1875) și construcție (1885), până în 1975. Trei personaje centrale furnizează trama romanului: milionarul Bartlebooth, pictorul Serge Valène, artizanul ebenist Gaspard Winckler. Valène, maestrul de pictură al lui Bartlebooth și avatar al lui Perec în ficțiune, concepe proiectul megaloman de a transpune în pictură viața imobilului în care locuiesc toți trei, reprezentând cohorte de personaje într-un tablou imposibil de dus la bun sfârșit. Romanul ar fi de fapt descrierea acestui tablou, în clipa morții lui Serge Valène, când acesta are viziunea globală a operei vieții sale, cu toți locatarii care sunt și care au fost, cu toate lucrurile înconjurătoare, cu toate istoriile lor și cu modurile lor de a-și întrebuința viețile. Naratorul descrie acest tablou imaginar, povestește, apartament după apartament, viața fiecărui locuitor al imobilului, universul său existențial. De-a lungul romanului, cele trei personaje centrale sunt prinse într-o relație în același timp colaborativă și conflictuală, în cadrul unui proiect care oferă intriga: după ce ar învăța pictura cu Valène, Bartlebooth ar realiza în 20 de ani de călătorie în jurul lumii 500 marine pe care Gaspard Winckler le-ar transforma în puzzle-uri. Bartlebooth și-ar petrece restul vieții acasă, dezlegând puzzle-urile propriilor sale picturi, după care le-ar distruge. Proiectul barthleboothian este ludic și inexorabil în același timp, acela al unui destin perfect stăpânit, al unei vieți care s-ar consuma uniform, fără a lăsa urme, la fel ca viețile celorlalte zeci de personaje ale romanului, atât de divers întrebuințate. Tot acest ansamblu formează un puzzle textual, pe baza unor constrângeri implacabile care reglează combinatorica narativă: trecerea de la un spațiu la altul nu este liniară, ci urmează constrângerea cavalerului pe tabla de șah, descrierile se fac pe baza unor elemente prestabilite, înglobate în text cu ajutorul unui dispozitiv matematic oulipian care prevede inclusiv false aparențe sau absențe aleatorii. În jurul povestirilor transversale – a pictorului Valène, a amatorului de puzzle Bartlebooth, a puzzlefactorului Gaspard Winckler, a imobilului și a familiei care l-a construit etc., materia romanescă se dezvoltă prin povestirile „incidente”, inventariate de autor în capitolul LI, în număr de 179, povestiri despre viața cotidiană, cu problematică estetică, morală, povestiri de răzbunare și de moarte, povestiri de iubire romanescă, cu final fericit sau nu, povestiri despre devotamentul total față de profesiune și despre sacrificiul de sine, istorii de falsuri, mistificări și alte erscrocherii, povestiri idealiste și umanitare etc. Toate acestea constituie în același timp schițe de romane, ceea ce trimite la subtitlul plural al romanului. Viața mod de întrebuințare pare scris în cea mai deplină conformitate cu estetica realismului, însă romanul ca reprezentare discursivă a unui tablou rămas în stadiul de schiță instaurează o dinamică reflexivă care-i aprofundează și amplifică sensul, întocmai ca o povestire mitică. Cu toate că este atât de strict subîntins de constrângeri implacabile, Viața mod de întrebuințare reprezintă un act de eliberare a scriiturii narative, o referință inconturnabilă în dezvoltarea romanului francez contemporan. 

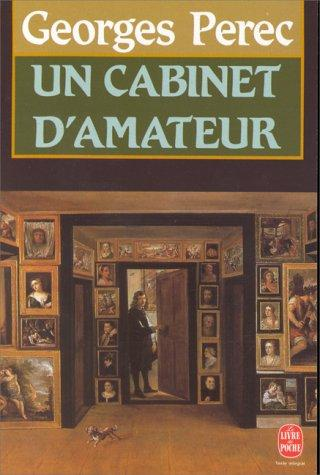
Coperta primei ediții a romanului Un cabinet d'amateur (1979)

Un cabinet de amator este ultimul roman antum al lui Georges Perec. El pune în scenă o istorie centrată pe o colecție de tablouri ale unui bogat amator, Hermann Raffke. Tabloul central îl reprezintă pe colecționar în mijlocul colecției sale. În prima parte, romanul descrie acest tablou, precum și copiile micșorate și puse în abis ale tablourilor din colecție, în a doua, risipirea acestora prin vânzări succesive la licitație. Romanul reînnoadă astfel legătura cu un proiect precoce al lui Perec, acela al unui roman care se țese în jurul unei afaceri de falsuri picturale și de falsificatori. Discursul, cu dominantă descriptivă, imită stilul cataloagelor de expoziție sau de licitare. Conform spuselor lui Perec însuși, există o legătură genetică și intertextuală între Un cabinet de amator și Viața mod de întrebuințare, fiecare tablou descris în primul reprezentând o aluzie la un capitol din al doilea. La sfârșit, Perec își permite o intruziune ironică, expunând noua sa tehnică de „a fabrica verosimil”, romanul fiind operă de ficțiune a cărei unică rațiune existențială constă din plăcerea de a crea simulacre:
Verificări făcute cu celeritate nu întârziară a demonstra că, într-adevăr, majoritatea tablourilor colecției Raffke erau falsuri, cum sunt false și majoritatea amănuntelor acestei povestiri fictive, concepută numai pentru plăcerea, pentru fiorul, de a simula.

Avem aici ilustrarea modului perechian de a îmbina vechiul cu noul în cadrul unei estetici originale care refuză excesele, evitând totodată reîntoarcerea la scriitura balzaciană. Punerea în abis conduce la o reproducere infinită a scenei, iar textul însuși se definește ca o dinamică reflexivă unde firava aventură a unui tablou fictiv generează un metatext bogat în sugestii, trasând, într-o manieră agreabilă, concepția romancierului, bazată pe conceptele de recuperare, de incorporare și de acaparare estetică. 
 
Cu puțin timp înainte de moartea sa, Perec lucra la „53 de zile”, un roman cu detectivi în formă de puzzle, cu complicații ale căror origini urcă până în timpul războiului și al Rezistenței. Romanul era conceput astfel încât să pună în operă un sistem de încastrări și de efecte de oglindire conforme unei combinatorici întemeiate pe jocuri și formule oulipiene aplicate la textul romanului Mânăstirea din Parma a lui Stendhal într-o structură cu cinci niveluri, cu „bucăți de virtuozitate” bazate pe 28 de constrângeri, una pentru fiecare capitol. Dar Perec nu a redactat decât unsprezece din cele 28 capitole plănuite ale lucrării. Harry Mathews și Jacques Roubaud au folosit materialele preparatorii pentru a compila o ediție virtuală cu un apendix de note, desene, diagrame, scheme. Partea redactată definitiv povestește despre un profesor de matematici într-un stat polițienesc ficțional din Nordul Africii, însărcinat cu descifrarea manuscrisului romancierului dispărut Robert Serval, considerat a conține cheia dispariției acestuia. Accentul trebuia să cadă pe problema îmbinării scriiturii cu lectura, în ceea ce s-ar putea numi o lectură sub constrângere. 
Georges Perec nuvelist
Nuvelele perechiene evidențiază tentația imitației: imitația tematică, pastișa, influența oulipiană, combinatorica narativă și plagiatul prin anticipare etc.
Sub forma unei povestiri clasice, realizată cu economie de mijloace, Călătoria de iarnă creează un dispozitiv narativ verosimil pentru reprezentarea unui plagiat prin anticipare, idee mult dezbătută în Oulipo. Nuvela are o alură borgesiană. Într-o zi de sfârșit de august 1939, un tânăr profesor, Vincent Degraël, în vizită la familia unui prieten, citește într-o noapte de insomnie un volum intitulat Călătoria de iarnă semnat de un autor necunoscut, Hugo Vernier. El recunoaște în această „lungă confesiune de un lirism exacerbat, împănată cu poeme, cu maxime enigmatice, cu incantații blasfematorii ” împrumuturi din diverși autori ai secolului al XIX-lea. Dându-și seama că volumul apăruse în 1864, el deduce uimit că marii și micii autori ai epocii sunt cei care l-au copiat pe Vernier, jefuindu-i opera și însușindu-și din ea fragmente mai mult ori mai puțin extinse, ceea ce făcea din Hugo Vernier un plagiator prin anticipare, dar obliga în același timp la o reconsiderare a întregii poezii franceze de la sfârșitul secolului al XIX-lea, cu repercusiuni asupra istoriei literare franceze și europene. Aventura intelectuală a lui Vincent Degraël continuă după război, însă el nu mai găsește volumul pe care s-ar fi bazat cercetările sale, ceea ce îi aduce o nevroză incurabilă, internarea într-un spital psihiatric și moartea. Narațiunea îl prezintă pe Hugo Vernier ca plagiator prin anticipare al marilor scriitori din a doua jumătate a secolului al XIX-lea. 
Roussel și Veneția este un eseu pseudoștiințific, scris în colaborare de Georges Perec și Harry Mathews, în care autorii adaugă biografiei reale a lui Raymond Roussel un episod imaginar care s-ar fi desfășurat la Veneția. Mai mult decât un fragment de biografie sainte-beuviană ori de expunerea ludică a procedeelor literare ale lui Raymond Roussel, avem de-a face cu o pastișă în care Perec și Mathews înscriu criptic un fragment din propria lor autobiografie, în special locul pe care l-a jucat în ea orașul lagunar. Roussel și Veneția este înscenrarea unei lecturi autobiografice prin intermediul unei ordini topografice fantasmatice. Prin conceptul de personificare (incarnare, întrupare) împrumutat din psihanaliză, Perec-Mathews înscriu în structura textului fantasma unui doliu neîmplinit: 
Opera lui Roussel este, credem noi, comemorarea unică a celorlalte călătorii ale sale, nu a celor pe care le-a făcut în viața sa publică, ci a celor care-și află locul în „sistemul topologic secret” în care îngropase pierderea ființei iubite unice : pe Ascanio. Locul acestei topografii este Veneția. Arhitectura urbană a Veneției este teatru, un joc de aparențe, spațiul oniric din care Roussel a putut extrage mapamondul, locurile și axele operei sale. 

### Georges Perec poet

Ambigramă denumită de Georges Perec „palindrom vertical”: andin basnoda a une epouse qui pue

Cu excepția notabilă a două texte „libere”, toată poezia lui Georges Perec este poezie „sub constrângere”, formă de care el se declară atașat: „Pentru moment nu intenționez să scriu poezie altfel decât impunându-mi astfel de constrângeri.” Constrângerea literală ca modalitate a lucrării poetice și ca vector semantic exercită asupra limbajului o violență arbitrară care-l despoaie de stereotipurile imaginarului poetic tradițional, articulând direct travaliul limbii cu geneza sensului. Genul de poezie pe care îl cultivă Georges Perec trimite nemijlocit la concepția despre poezie promovată în grupul Oulipo: poezia rezultă din travaliul asupra limbii prin aplicarea unei constrângeri ori a unui set de constrângeri concurente. Acestea determină o funcționare specifică a instanțelor limbii, fiind astfel elemente creative ale limbajului poetic. Este de remarcat, într-adevăr, că Georges Perec nu se consacră creației poetice decât ulterior intrării sale în acest grup, de ideile căruia se lasă influențat și pe care le va ilustra în chip strălucit. În poezie, Perec pune în operă resursele combinatorice ale alfabetului, conjugate cu inspirația ludică. În pofida aparențelor, aceste proceduri scripturale nu au nimic mecanic și nu exclud exprimarea sensibilității, dar impun scriitorului fie recursul la echivalențe metaforice, uneori foarte îndepărtate în plan paradigmatic, fie rigoarea și economia intensă a litotei. Poziționarea lui Perec în această nișă poetică nu este însă rezultatul întâmplător al apartenenței la Oulipo, ci punctul final al unei reflecții poetice profund novatoare. Georges Perec încearcă, prin mijlocirea unei poietici bazate pe operații ludice și pe constrângeri literale, să restabilească și să reînnoiască legătura dintre literă și sens – eterna sfidare a poeziei –, oferindu-i o nouă motivație, atât în planul lingvistic saussurian, cât și în planul semantico-poetic. Georges Perec explică astfel metoda de creație a poemelor din Alfabete, compuse în 1974-1976: 
Fiecare din cele o sută șaptezeci și șase de texte ale acestei culegeri este un endecastih, un poem de unsprezece versuri, fiecare vers al său având unsprezece litere. Fiecare vers folosește, oarecum ca o gamă, aceeași serie de litere diferite ale căror permutări vor produce poemul după un principiu analog cu cel al muzicii seriale: nu se poate refolosi o literă înainte de a fi fost epuizată toată seria. Toate poemele au în comun cele zece litere cele mai frecvente ale alfabetului francez: E, S, A, R, T, I, N, U, L, O. A unsprezecea literă este una din cele șaisprezece rămase: B, C, D, F, G, H, J, K, M, P, Q, V, W, X, Y, Z. Există unsprezece poeme „în B”, unsprezece poeme „în C”, etc. … adică în total unsprezece alfabete complete, adică 16 x 11 = o sută șaptezeci și șase de poeme. 

Numerele tutelare – 1936, 11, 11x11 etc. – sunt autobiografeme fondatoare, trimițând respectiv la anul nașterii poetului și, indirect, la data dispariției mamei sale. Fiecare poem „heterogramatic“ este prezentat sub două forme tipografice, sub forma unei grile de 11 x 11 pătrățele conținând cele 121 de litere folosite și transcrierea grilelor sub forma de proză poetică sau de versuri libere. Primul text al volumului, un poem „în B”, este o artă poetică:
Satin, aur bleu, sînt tulbur./ Rit snob: noi, lenos, realului bâlbă. / Arsuri. / Ține obor lânetul sur, / sleie orb bont baton, os; / stranie abluție: șes, uitare, oblon
Poemul vorbește despre creația poetică sub constrângere, în patru „acte” succesive, mergând de la dorință („sfânta tulburare”, s(f)înt tulbur), până la depășirea dificultăților prin proceduri oulipiene („stranii abluții”, „uitare”), trecând prin trasarea codului, reglarea cuplului constrângere-libertate și prin travaliul de integrare semantică și de capitalizare poetică („ține obor lânetul sur”). În alte prilejuri, Perec adaugă constrângeri concurente: diagonale, acrostihuri, rime literale, toate aceste figuri fiind purtătoare ale unui semantism propriu. Lucrările critice au relevat, în cea mai mare parte, aspectele tehnice ale acestor creații, însă nu în acestea rezidă adevăratul interes al Alfabetelor, ci în originalitatea și eficacitatea poïetico-poetică a limbajului. Perec este conștient de caracterul novator al demersului său în raport cu tradiția poetică franceză contemporană. La nivel tematic, puține piese reiau „locurile retorice” clasice ale poeziei lirice. Stările sufletești, iubirea, nostalgia, extazul poetic, aspirația spre înălțare se încheagă fragmentar în transparența altor tematici, mai puțin personale. Un laitmotiv care revine este cel al creației artistice, ca în al doilea poem din volum: 
Abolită, null-arta s-obstene, / neutil bibelou (bonbon) sonor / reușit-a bun salt liberator; / stei bont, orb, bornă, lest / siluire-s, sensului ruină./ Arta – uluire!
Fraza întreruptă „abolit … bibelou … deșertăciune … sonoră ” trimite la al șaselea vers al sonetului mallarméean „Neprihănitele-i unghii” și la „Aruncătura de zar”, sugerând continuitatea dintre creația poetică perechiană și aventura malarméeană a limbajului. Incertitudinea din prima parte face loc în partea a doua „saltului liberator”, paradoxala țâșnire a libertății de creație pe care exclamația finală o prezintă ca un triumf poetic. Doar trei poeme sunt consacrate temei amoroase, 12 au ca obiect întâmplări, acte și gesturi banale, 11 reiau într-un mod mai mult ori mai puțin ermetic, teme autobiografice. Majoritatea celor 176 de texte prezintă variațiuni metatextuale pe marginea creației oulipiene, a poeziei constrânse. Corespondentul metaforic cel mai frecvent folosit pentru a desemna poezia este cuvântul „aur”, folosit fie de sine stătător, fie în forme derivate. Universul limbajului este asociat enunțării poetice, fie în forma orală, fie sugerând sfera scripturalului. Poezia își află o pertinentă punere în abis în elemente împrumutate din universul artei în general. Alte reprezentări ale poeziei vin dinspre sfera socialului, cu codurile și practicile sale formalizate. Referința culturală furnizează și ea un număr de termeni sugestivi, când sub unghiul mitologic, când sub cel ludic, când, în fine, sub cel al unor obiecte cu încărcătură poetică și simbolică, precum mallarméeanul „bibelou de inanitate sonoră”, dar și blazon, ruină, nisiparniță, Graal, plasă, oglindă uzată, roză nupțială, siloz, zurgălău etc. „Fabrica”, în forma ei industrială sau domestică propune câteva reprezentări sugestive, unele memorabile: uzina de troc, dres sublim, sos colant, fructul frontalei săji, laminor, etc. Generic, poetul se desemnează pe sine printr-un pronume gramatical, niciodată la persoana întâi singular. „Tu”, „el”, „noi”, sau indefinitul „on” sunt folosite, pe principiul economiei. De multe ori poetul preferă un omolog zoologic ca referent viu al poetului: molusca, animale moi, vulnerabile, însă referințele zoologice acoperă un spectru mai larg. Referința umană este cea mai elocventă: chefliu, insurgent, sultan rotofei, copil, orfan, fanfaron, hirsut, farmazon, edecar, insolent, baron, sir lunar, soldat, druid, orant, cosaș, lutier, crainic depărtat, culac, cornac, martir cu luna, erou, atlet, luptător, histrion, giuvaergiu, ienicer. Alteori, termenul de referință este net devalorizant: poetul este cel ce tulbură sensurile, jucăușul, închircitul, intrusul, copilul, hirsutul, insolentul, glorios, gentil, prostul pierdut departe-n mări, arlechin mocnit. Materialul referențial cu valoare metatextuală abundă și interesul său constă în aceea că el confirmă axioma queniană conform căreia orice text creat sub constrângere vorbește despre acea constrângere, aruncând o lumină vie asupra prezenței literare a lui Georges Perec, ca teoretician (implicit dar implicat) al limbajului poetic. 
Poemele heterogramatice din volumul Claustrarea au fost elaborate după o formulă similară celor din Alfabete. Litera aleatorie, „jokerul”, care apare aici îi permite lui Perec o mai mare libertate lexicală și sintactică. Metaforica pusă în operă le conferă statutul de dezbatere pe tema relației dintre poezie și destin, nucleul autobiografic în jurul căruia s-au țesut fiind lesne reperabil. Caracterul tematic și stilistic omogen al culegerii dă impresia că este vorba despre un poem unic, prezentat în șaptesprezece tablouri, articulat în jurul celui de-al nouălea: „Fie-ți temei ne-mplinirea”. Demonstrând un mare rafinament tehnic, poemele declină o tematică recurentă: tema memoriei, a datoriei de a vorbi (scrie), legăturile dintre viață și poezie, arta ca destin, sentimentul claustrării, al alienării, „distanța” (abaterea) existențială și poetică, nedesăvârșirea etc. Un spațiu larg este rezervat speranței și salvării prin artă (poezie), temă mallarméeană, mai intens prezentă în partea a doua a ciclului. În cel de-al unsprezecelea poem, imaginea claustrării și a morții face ecou temelor majore ale volumului:
Claustrare. / Final. / Nul scris edict./ Exilu-și trage-n loc rozor, cert contur, / straniu te-mpresoară.// O, fie-ți el sălaș, culcuș, cocon, eon, / asumat destin// unde-n loc/ iscă trup nou lințoliul.

Ultimele două poeme sunt ilustrative în acest sens: în 16, „Nu-i ceaț-ăst logos nepătruns...”, scriitura este văzută ca predestinare, pe care „întunericul” nu o poate anihila. La sfârșitul culegerii, în 17 „Ție clon, etern unit, arheologul”, „arheologul” care „sângerează scurt”, trece de la durere la speranță, la răbdătoarea cucerire a unui loc unde exprimarea exacerbată a sfâșierii nu mai are curs. Rana deschisă în primul poem, numai arta va ști s-o închidă. În La Clôture, „arta” este ultimul cuvânt, desemnând limanul salvator:
Ție clon, etern unit, arheologul / ce-și strig-anomia sângeră-n loc, scurt, nul. Porți se dislocă: claustrul, / blocus nespusului tău dor. Contenire (cert liman, / cocon tăcerii smuls): arta?
Volumul include, alături de ciclul Claustrarea, un alt poem heterogramatic de mari dimensiuni, Ulcerații, în care toate cele 399 versuri sunt anagrame ale cuvântului-titlu – prin coïncidență aceleași unsprezece litere care furnizează alfabetul lipogramatic din Alfabete, Claustrarea și Metale. 
Heterogramele perechiene pun în evidență cu prioritate abaterea de la tradiție, formalismul oulipian fiind instrumentul specific al acestei abateri: „trasează ecartul”, „spune distanța”, revin în ele ca laitmotive tematice. Lucrarea constrânsă nu se întemeiază doar pe o tehnicitate rece, ea permite reintroducerea unui anume pathos. Perec evită însă registrul efuziunilor, unde limbajului i se rezervă un rol ingrat. La Perec, semnificația este omniprezentă, dar constant voalată. Dacă poemul povestește ceva, acest ceva este înainte de toate o căutare a sensului, adică o aventură existențială. Oricât de descurajante ar fi aparențele formale, rămâne întotdeauna, parțial perceptibilă și parțial ascunsă, un fel de linie poetică de o mare coerență și de o mare intensitate, întemeiată pe ființa limbii. Textele poetice ale lui Perec lasă să ghicim în zarea lor prezența tutelară a lui Adorno, care enunțase ideea că după Auschwitz literatura nu mai poate semăna cu ceea ce a fost. Perec ia act de prăbușirea sistemului clasic de reprezentări care consfințeau ordinea lumii vechi și încearcă să-și inventeze propria sa scriitură, albă, transparentă, neutră, lipsită de ideologie, înlesnind „dispariția elocutorie a poetului”. Geniul perechian a fost de a face din constrângere ludică și litotă cuplul generator al limbajului său poetic.

### Georges Perec autobiograf și memorialist
Cronologic, opera autobiografică ocupă partea mediană a carierei lui Georges Perec, corespunzătoare aproximativ anilor 1967-1978. Cantitativ însă, scriitura autobiografică infuzează întreaga scriitură perechiană romanescă și poetică, scrisul exprimând, în concepția lui Georges Perec, voința de „a încerca meticulos să reții ceva: a smulge crâmpeie exacte golului ce se cască, a lăsa undeva o dâră, o urmă, o amprentă sau câteva semne. ” În scrierile neautobiografice, aceste urme pot fi de natură diversă: literale, lexicale, numerale, grafice, semantice. Bernard Magné le-a numit, cu un cuvânt împrumutat de la Roland Barthes, „autobiografeme” și a identificat opt: ruptura, absența, numerele 11 și 43, cuplul cifric 37/73, simetriile bilaterale, bilingvismul, pătratul geometric, instabilitatea onomastică, subordonate arhi-autobiografemului „iudeitate”. Cele opt concepte joacă rolul de „generatori textuali” sau de „polarizatori” semantici în câmpul scriiturii. Formulele poetice se sprijină și ele pe elemente de origine autobiografică integrate în travaliul poetic. Toate acestea alcătuiesc, împreună cu scrierile propriu-zis autobiografice, „autobiotextul” perechian. 

Corpusul propriu-zis autobiografic al lui Georges Perec se compune din autobiografii literare: W sau amintirea din copilărie (1975), Mi-aduc aminte. Lucruri comune I (1978), Ellis Island (1981), unele neterminate, din eseuri autobiografice ca „M-am născut” și din alte lucrări inclasabile, precum Prăvălia întunecoasă. 124 de vise (1973), despre care Perec afirmă că „povestesc o poveste complet ascunsă”, aceea a unei despărțiri, sau Lieux, opera neterminată pe care Perec o prezintă ca pe „o luptă împotriva uitării”: 
		Nu vreau să uit, poate că acesta este miezul acestei cărți: a păstra intact, a repeta în fiecare an aceleași amintiri, a evoca aceleași fețe, aceleași minuscule evenimente, a aduna toate acestea într-o memorie suverană, demențială. Viața se va agăța de locuri.
După Philippe Lejeune, „Scriitura strict autobiografică corespunde la Perec unei faze de tranziție, unei crize depășite, după care ea este trimisă în planul secundar.” 
Prăvălia întunecoasă transcrie fragmentar vise din perioada psihanalizei lui Georges Perec cu J.-B. Pontalis, în care se pot identifica raporturi cu evenimente din viața scriitorului.  
W sau amintirea din copilărie prezintă, pe baza câtorva reminiscențe memoriale sau materiale, primii zece ani din viața autorului. Propoziția de început a seriei autobiografice este : „Eu nu am amintiri din copilărie”. Materia cărții se dispune în două fire narative răsucite în jurul unei singure amintiri, obsedantă, vertiginoasă, neclară, neînțeleasă: „W”. Chiar și când amintirile există, ele sunt incerte, suspectate de inautenticitate, rectificate, „retușate” în notele critice, ele însele materie autobiografică. Totul este înscris într-o succesiune de flash-uri statice care reușește totuși să compună o cronologie: nașterea, războiul, despărțirea de mamă, viața de internat, botezul creștin, reîntoarcerea la Paris etc. De la un punct încolo, lecturile, jocurile, reflecția literară își fac intrarea în demersul autobiografic ca factori de devenire, anticipând actul scriiturii ca loc al rezilienței. Ca și alți artiști ai vremii sale – Roman Opalka, Christian Boltanski etc. –, Perec interoghează „relicvele”: câteva fotografii din copilăria sa timpurie, unele documente de stare civilă, certificate, articole de presă, pelerinajul notat la fața locului, mărturiile unor cunoscuți sau ale apropiaților în legătură cu viața sa trecută și cu viața alor săi. Puținele amintiri redate, cu o stranie precizie, sunt supuse unei critici nemiloase și repede demontate. Ceea ce scapă evocării directe – trăirile copilului, atmosfera, reveria fantasmatică, afabulația mitică – formează materia unei unei distopii autobiografice, „W” ale cărei capitole se impletesc alternativ cu cele ale autobiografiei factuale, redând unele aspecte pe care autorul nu le poate atesta documentar, ele neavând statut de amintiri, dar care fac parte din viața fantasmatică a copilului prins în tumultul Istoriei și care compun ceea ce nu se poate întrupa în cuvânt, indicibilul. Povestirea „W” Perec a scris-o la vârsta intrării în adolescență, dar textul ei s-a pierdut. Amintirea ei este „amintirea din copilărie”, pe care Perec încearcă să o rescrie la vârsta maturității, conștient de imposibilitatea reconstituirii ei. Personajul central, Gaspard Winckler, este un refuznic ce se ascunde sub o identitate falsă în timpul celui de Al Doilea Război Mondial. Numele lui de împrumut este al unui copil autist dispărut într-un naufragiu în mările Sudului. Solicitat de un reprezentant al organizației salvatoare, Gaspard Winckler pornește în căutarea omologului său. De la capitolul al XII-lea, începe descrierea insulei și a coloniei olimpice „W”, ca o lucrare de antropologie, cu descrierea așezării geografice, a condițiilor climatice, continuând cu istoricul, organizarea socială, și relațiile dintre comunități în cadrul și în jurul competițiilor olimpice. Cruzimea acestora se revelează târziu, după dezvăluirile privind falsificarea probelor și condiția mizeră a „atleților”, pentru a vira în final spre descrieri și povestiri care seamănă până la insuportabil cu cele despre lagărele naziste de nimicire a evreilor.   
Raportul dintre traumatism, memorie și povestire este central în opera lui Georges Perec. Scriitorul slăbește conștient mecanismul semiotic al autobiografiei tradiționale, eliminând analiza psihologică, bazându-se pe referințe documentare, pe descrieri de relicve. „W” dezvoltă tematica rupturii, a angoasei în universul arbitrariului, al violenței, al deriziunii, al excluderii și morții. Colosala forță a Istoriei este inserată în povestirea autobiografică, dar și alegoric, în ficțiune. Dimensiunea psihologic-autobiografică se află însă repartizată inegal între nrațiunea memorialistică și povestirea ficțională. Astfel, cele două povestiri sunt complementare, ficțiunea „W” fiind o abordare esențialmente indirectă a întreprinderii autobiografice, diferită de autobiografiile tradiționale prin aceea că nu este nici literatură de confesiune, nici autoanaliză. W sau amintirea din copilărie este una dintre rarele lucrări care, în cadrul unui gen prin excelență hărăzit repetării acelorași procedee, inovează atât prin introducerea îndoielii metodice în abordarea materiei autobiografice, cât și prin integrarea într-un spațiu autobiografic unic a autobiografiei și a ficțiuniim grație unui montaj savant.  
Mi-aduc aminte (1978), ar putea fi denumită o autobiografie colectivă, generațională. Culegerea transcrie amintiri din anii 1946-1961. Perec prezintă astfel culegerea sa de amintiri: 
Mici crâmpeie de cotidian, lucruri pe care, într-o perioadă sau alta, toți oamenii de aceeași vârstă le-au văzut sau trăit sau și le-au împărțit, și care apoi au dispărut, au fost uitate; ele nu meritau să facă parte din Istorie, nici nu figurează în Memoriile oamenilor de stat, ale alpiniștilor, ale monștrilor sacri. 
Formatul celor 479 de fragmente este asemănător cu cel folosit de scriitorul american Joe Brainard în I remember (1970), începând cu formula „Îmi amintesc”, însă Perec reînnoiește retorica memorialistică, incluzând doar puține elemente de autobiografie personală, prioritatea fiind dată memoriei colective. Dimensiunea intertextuală nu este nici ea străină acestui demers memorialistic. Din punct de vedere tematic, scriitorul saturează cele mai variate domenii: sportul cu vedetele sale, cinematografe și actori, Parisul cu metroul său, obiecte de folosință curentă, amintiri școlare, literare, mărci comerciale, sloganuri publicitare etc. Lucrarea este dotată cu un dublu index, destinat a-l ajuta pe cititor să se orienteze fie prin trimiterea la domeniul în care se înscrie fenomenul – automobile, jocuri, vestimentație, viața de toate zilele etc.  
Ellis Island este evocarea insulei eponime, simbol al dezrădăcinării, al emigrării, „loc” al absenței locului. Perec spune: 
Ceea ce am venit eu Georges Perec să interoghez aici/ Este pribegia, răzlețirea, diaspora/ Ellis Island este pentru mine tărâmul simbolic al exilului, adică/ locul unde n-ai loc, nelocul, nicăierea. 
Prin Ellis Island abordarea perechiană se apropie de o cercetare documentară în care subiectul individual își interoghează memoria identitară prin întâlnirea cu cei care au împărtășit o experiență similară cu a sa, fiind obligați la exilarea din cultura și din identitatea lor. 

Locuri este un proiect nefinalizat, constând din dubla descriere, directă și din amintire, a douăsprezece locuri din Paris: străzile Vilin și Assomption, piețele Mabillon, Italie, Clichy, Insula Saint-Louis etc. Perec spune: „În 1969, am ales, în Paris, 12 locuri (străzi, piețe, intersecții, un pasaj), fie în care am trăit, fie de care mă leagă amintiri deosebite.” Lucrul trebuia să se întindă pe durata a doisprezece ani, fiecare loc fiind vizitat în fiecare lună a anului, urmând o combinatorică fixată printr-un bi-careu latin, conținând lunile, anii și modalitatea descrierii. Lucrarea urma să conțină în final 12x12=144 texte duble, adică 288 texte. Volumul publicat la Seuil în 2022 conține 134 texte, tot ce a rămas după abandonarea proiectului în 1975. Despre Locuri, Philippe Lejeune spune:
Locuri este matricea întregului travaliu autobiografic al lui Georges Perec între 1969 și 1975 și exemplul cel mai spectaculos al unui nou tip de comportament autobiografic, indirect și programat. […] Locuri este locul unei lupte între viață și moarte. […] În 1975, renunțarea la scrierea Locurilor nu este un abandon, ci o renaștere, o depășire, o eliberare.
Georges Perec depășește demersul autobiografic tradițional, rezervând un rol secundar conținutului autobiografic concret, factual, mai curând sărăcăcios.

### Georges Perec autor dramatic și cineast
Georges Perec autor dramatic
Decăderea și banalizarea radioului fac să se înțeleagă mai greu astăzi speranțele care se puteau lega în anii 1960-1970 de posibilitățile și de specificitatea radioului ca suport mediatic pentru opera literară, astfel încât creația dramatică a lui Georges Perec cunoaște un fel de eclipsă istorică. Ca „autor dramatic” Georges Perec are un demers experimental, textele sale fiind destinate a pune în scenă teatralitatea discursului, intriga și personajele fiind deliberat neglijate. Dintr-un total de șapte piese, două sunt scrise într-o concepție direct legată de teatrul propriu-zis, având însă și variante radiofonice: Majorarea și Enclava parmentier. Aceste două piese formează volumul I al operei teatrale a lui Georges Perec (Hachette, 1981) – singurul apărut până la această dată. Majorarea a fost cuprinsă și în volumul II al ediției Pléiade din 2017. Aceste două piese există și în variante „pur” radiofonice.
Opera radiofonică a lui Georges Perec este legată în primul rând de colaborări cu radiodifuziuni din R. F. Germania: Mașina, traducere și adaptare de Eugen Helmle, creată la Radio Saarbrücken, RFG, difuzată în 1968, reluată, tradusă și redifuzată atât în Germania și Franța cât și în alte țări: Italia (1991), Croația (1972) etc.; Vocile zilei, scrisă împreună cu Philippe Drogoz și Eugen Helmle, difuzată în aprilie 1971 la Radio Saarbrücken; Concert pentru recitator și orchestră, creată împreună Philippe Drogoz și Eugen Helmle, Radio Saarbrücken, iulie 1974. Celelalte texte au fost scrise în limba franceză, dar au fost preluate în spațiul germanofon, în traducerea lui Eugen Helmle: Majorarea, Funcționarea sistemului nervos în cap, Enclava Parmentier, Diavolul în bibliotecă.

 
În Majorarea (L’Augmentation), Perec încearcă să exploreze un teritoriu nou, deturnând teatrul spre literatură. Piesa, inspirată din fascinația pentru folosirea limbajelor de programare informatică, ilustrează procesul de gândire și acțiunile unui funcționar care intenționează să ceară superiorului său o majorare de salariu. În spirit structuralist, fiecare inițiativă a eroului este descompusă în elementele sale logice, exprimate pe rând de cele șase personaje. Perec spune: 
Cei șase actori reprezintă mașinăria, însă eficacitatea mașinăriei constă în a formula, descompunându-le, toate gândurile care se amestecă în mintea unui om: în cazul de față, a unui om care va cere o majorare salarială… Plecând de la organigramă, demersul unui gând uman a fost ceea ce am vrut eu să demontez. 
Titlul sugerează punerea în scenă a unei figuri retorice, incrementația, care constă în acumularea argumentelor vizând convingerea partenerului. Cele șase caractere simbolizează diferite elemente posibile ale unei gândiri: Propunerea, Alternativa, Ipoteza pozitivă, Ipoteza negativă, Alegerea, Concluzia. Textul se „majorează” el însuși prin efectul de ecou care reverberează în el de la un capăt la altul în acest demers sortit să rămână neîmplinit. 
 
Enclava Parmentier, prezentată în premieră pe 12 februarie 1974 pe scena Teatrului din Nisa, împrumută situații, teme și dialoguri din repertoriul teatral contemporan, în special din piesele lui Sartre, Camus, Ionescu și Beckett, piesa lui Perec aflându-se astfel în descendența directă a teatrului absurdului. Cele cinci personaje fără nume ale piesei sunt închise într-un loc pe care nu-l recunosc și care nu pare a avea vreo ieșire. Ele încearcă să-și amintească sau să inventeze crime din trecut care ar putea explica prezența lor în acel loc. Personajele narează istoria cartofului, punând accentul în special pe rolul lui Antoine Parmentier, care a încurajat producția și consumul de cartofi în Franța. În ciuda pesimismului cinic al celorlalți, unele personaje exprimă o veselie beckettiană absurdă, altele așteaptă și speră, pândind semnele pozitive ale salvării sau cel puțin ale îmbunătățirii condiției lor. Replicile ostentativ absurde care amintesc de piesele lui E. Ionescu (sunt și patru citate din Cântăreața cheală) pregătesc un final absurd, mecanic. 
Prin prisma producției dramatice, Georges Perec apare ca un autor care, cu mijloace proprii, continuă tradiția teatrului absurd, aducând însă și o contribuție de pionierat la realizarea unui teatru al cotidianității și la transpunerea pe scenă a limbajului funcționăresc al marilor companii cu logica sa asfixiantă și absurdă, ceea ce îi conferă o incontestabilă dimensiune politică. 
Georges Perec cineast
Cinefil împătimit, Georges Perec a fost atras și de aspectele productive, materializate în sinopsisuri, dialoguri și scenarii, dar și în filme la care el a participat ca realizator și chiar ca producător. Lucrurile face obiectul unei duble tentative de scenarizare, împreună cu Michel Martens, în 1962 și cu Raymond Bellour și Jean Mailland, în 1966. Tot nerealizate au rămas și proiectele pentru filmele Clubul (1969), cu Jean-Paul Rappenau, Păsări în noapte (1971), cu Jean-François Adam – poate o primă versiune a scenariului filmului Întoarcerea la dragostea dintâi (1979) –,Blestemul (1971), și Fără semne particulare, proiect de adaptare cinematografică a romanului Dispariția. 
În 1973, Georges Perec realizează, împreună cu Bernard Queysanne, filmul Un om care doarme (alb-negru, 60 minute), după propriul său roman (laureat cu premiul Jean Vigo în 1974). Serie neagră este realizat în 1978, după romanul A Hell of a Woman (1954) de Jim Thompson, adaptat de Alain Corneau, cu dialoguri de Georges Perec. Întoarcerea la dragostea dintâi este realizat în 1979 de Jean-François Adam, Georges Perec fiind coautor al dialogurilor. Georges Perec este producătorul filmului Jocurile contesei Dolingen din Gratz, realizat de Catherine Binet (actriță, consoarta lui Georges Perec din 1975 până la sfârșitul vieții scriitorului).  
Cariera televizuală a lui Georges Perec este mai puțin cunoscută, rolul scriitorului fiind cel de redactor și de comentator al textelor. Aceasta cuprinde Jurnalul unui parvenit, (alt titlu: Ceva de zis, probabil 1974); Poeții: Jacques Roubaud (data difuzării este incertă, probabil 1975), portret televizual al prietenului și colegului oulipian Jacques Roubaud; Viața filmată a francezilor, un montaj de pelicule de amatori realizate cu camere Pathé, înfățișând diferite epoci istorice. Georges Perec a comentat partea a doua, corespunzătoare anilor 1930-1934, produsă în 1975. Tot în 1975, Georges Perec realizează filmul autobiografic Locurile unei fugi, după propria sa nuvelă, difuzat în 1978. Un succes deosebit au avut filmul Povestiri despre Ellis Island. Relatări de rătăcire și speranță (1980, 100 de minute, color), realizat împreună cu Robert Bober la New York în 1979 pentru Institutul Național al Audiovizualului (INA) după scenariul lui Georges Perec, care citește și comentariul primei părți. 

### Georges Perec eseist
În condițiile apropierii de cercul revistei Cause commune, Georges Perec a scris și eseuri socio-antropologice asupra vieții omului modern. Ele evidențiază și o componentă autobiografică sub forma scrierii despre sine. În căutarea unui limbaj propriu, Georges Perec pune în operă concepte, demersuri și formalisme noi, transdisciplinare, pornind de la orientări de ultimă oră din antropologie, arhitectură și urbanism, din știința informării și a documentării, din taxonomie și cibernetică, susceptibile de a stimula imaginarul literar și de a permite progrese în reînnoirea reprezentării condiției umane prin integrarea literaturii în viața contemporană sub un unghi mai relevant. 
Spațiu și scriitură: topologia infraordinarului
Specii de spații conține reflecții privind modurile moderne de investire a spațialității, discutând problema umanizării spațiului, a continuității și a rupturii – care conectează sfera spațială la cea culturală, literară, dar și „memorială”, antropologică –, deschizând chiar o perspectivă spre spații „potențiale”. Perec dă expresie voinței de a ascuți aparatul nostru perceptiv, pentru a-l face mai apt să sesizeze realul de dincolo de realitate, dezvoltă concepte noi susceptibile de a descrie mai fidel esența lumii și a omului și testează o metodă de observare a modurilor noastre de a locui spațiul, făcând totodată și critica lor implicită. Obiectivul acestui demers este de a „interoga sau, mai simplu spus, de a citi, căci ceea ce numim cotidianitate nu este evidență, ci opacitate.” Eseul prezentându-se ca „jurnalul unui utilizator al spațiului”, scriitor, referirile la literatură apar ca ineluctabile. El conține reflecții subiective despre raportul scriitorului și al scriiturii cu spațiul și dezvăluie proiecte de scriitură, – matricea romanului, Viața mod de întrebuințare, în curs de redactare, proiectul Locurilor – și transcrie notele descrierilor străzii sale natale, Vilin etc.  
Infraordinarul cuprinde eseuri din anii 1973-1981. Conceptul este destinat a crea o sinteză nouă între imaginație și realism, infraordinarul fiind înțeles ca „ceea ce se petrece în fiecare zi, revine în fiecare zi, banalul, cotidianul, evidența, lucrurile comune, ordinare, infra-ordinare, zgomotul de fond, obișnuitul”. Centralitatea acestei noțiuni în gândirea și în scriitura lui Georges Perec sugerează că pentru el infraordinarul a fost modul său de a-și scrie, descrie, de-scrie propria sa realitate (Strada Vilin, Locuri, Mabillon etc.). 
A gândi/a clasa este o culegere postumă care reunește eseuri răspândite în diverse publicații între anii 1976 și 1982. Pasiunea clasificatoare a lui Georges Perec se exercită asupra unor obiecte și acțiuni diverse, de la cele minuscule și, poate, insignifiante, la cele care se impun cotidian omului modern, ridicându-se gradat spre problematici generale, atunci când autorul abordează modurile sale de exprimare literară și semnificațiile lor, propunând o și meditație asupra semnificației actului însuși de a orândui lumea prin gândire și clasificare. 
Reflecția perechiană este un mod de a adapta scopului literar un istrument făcut pentru alt uz, un efort de a crește gradul de interpenetrare dintre științele umanului și literatură, în măsura în care acestea vorbesc imaginarului, îl pun în mișcare și îi stimuleaza capacitatea de creație. Eseurile lui Perec sunt o încercare de a integra instrumente noi în demersul de simbolizare a condiției umane și a raporturilor omului cu lumea în era postmodernității. 

## Moștenirea literară a lui Georges Perec

### Filiații literare perechiene
De mai bine de patru decenii, opera lui Georges Perec a evitat constant căderea în uitare, lărgindu-și audiența și răsunetul, inclusiv prin publicarea unor postume inedite. Influența scriitorului în sânul Oulipo este incontestabilă. După cum arată Camille Bloomfield, opera lui Georges Perec „a atins în mod progresiv, de la decesul autorului în 1982, statutul de hipotext fundamental al Oulipo, în raport cu care fiecare membru ar fi obligat de a se poziționa.” Dar se pot trasa pasarele și între opera lui Georges Perec și opere ale altor scriitori, contemporani sau din generațiile postperechiene, dincolo de cercul Oulipo: François Bon, Patrick Modiano, Pierre Alféri, se inspiră din strategia oblică perechiană, folosind încriptarea autobiografică, ștergerea granițelor dintre biografie și ficțiune, interogarea raporturilor lor cu cu memoria, cu urma. Aici se înscriu și alți romancieri și autobiografi: Martin Winckler, Jean și Olivier Rolin, Marie Darrieussecq, Annie Ernaux, Emmanuel Hocquard etc. Umbra lui Perec sociologul pare a se proiecta asupra operelor unor Jean Rollin, Annie Ernaux, Michel Houellebecq. Scriitorul dispariției și al albului, o influențează pe Marie Darrieusecq. Scriitorii ziși minimaliști sau impasibili ca Patrick Lapeire, Christian Oster, Christian Gailly, Jean Echenoz etc. folosesc o scriitură a infraordinarului, a cotidianului, a întrebărilor despre locurile autobiografice, etc. Jacques Jouet a practicat scriitura deambulație, notația pe viu, monostihul peisajist, crono-poemul etc. Poeți și prozatori folosesc enumerarea, indexul, lipograma și alte constrângeri procedurale. În străinătate putem detecta ecouri perechiene și oulipiene mai cu seamă în lumea hispanică și anglo-saxonă. Perec romancierul inventator al romanului-puzzle pare a-i fi influențat pe Xabi Molia în Reluarea ostilităților (Seuil, 2006) sau pe Héléna Marienské în Rhesus (P.O.L., 2007). Camille de Peretti în Vom îmbătrâni împreună, povestește o zi lungă într-un azil-pensiune reluând principiile narative din Viața mod de întrebuințare. Practic totalitatea operelor perechiene a exercitat într-un fel sau altul o influență asupra altor opere – inclusiv opera poetică, deși mai puțin –, cu excepția teatrului.

### Opera literară

#### Opere alese (incluzând publicații postume)
2000, Georges Perec, Romans et récits, Paris, Hachette. 
2017, Georges Perec, Œuvres I, II, sous la direction de Christelle Reggiani, Gallimard, Collection Bibliothèque de la Pléiade.

#### Romane, nouvele, povestiri
1965, Les Choses. Une histoire des années soixante, Julliard. Premiul Renaudot. 
1966, Quel petit vélo à guidon chromé au fond de la cour? Denoël (Lettres nouvelles). 
1967, Un homme qui dort, Denoël (Lettres nouvelles). 
1969, La Disparition. Roman, Denoël (Lettres nouvelles). 
1972, Les Revenentes (sic), Julliard (Idée fixe). 
1973, La Boutique obscure. 124 rêves, Denoël, (Cause commune). 
1975, W ou le souvenir d'enfance, Denoël (Lettres nouvelles). 
1978, Je me souviens (Les Choses communes, I), Hachette (Littérature-P.O.L.). 
1978, La Vie mode d'emploi. Romans, Hachette (Littérature-P.O.L.). Premiul Médicis. 
1979, Un cabinet d'amateur. Histoire d'un tableau, Balland (l'Instant romanesque). 
1989, "53 jours". Roman (text editat de Harry Mathews et Jacques Roubaud), P.O.L. 
1993, Le Voyage d’hiver, Paris, Seuil. 
1995, Ellis Island, Paris, P.O.L. 
2012, Le Condottière, Paris, Seuil. 
2016, L’Attentat de Sarajevo, Paris, Seuil. 

#### Poezie
1974, Ulcérations, in La Bibliothèque oulipienne, n° 1 (august 1974).
1976, Alphabets. Cent soixante-seize onzains hétérogrammatiques, illustrat de Dado, Galilée 
(Écritures/Figures). 
1978, Trompe-l’œil (șase poeme în „frengleză”)
1980, La Clôture et autres poèmes, Hachette (Littérature-P.O.L.). 
1988, Métaux, Atelier R.L.D. 
1994, Beaux présents, belles absentes, Paris, Seuil.

#### Teatru
1968, Die Maschine, Stuttgart, Reclam, în colaborare cu Eugen Helmlé.
1970, L’Augmentation, premieră la Teatrul Gaîté-Montparnasse, regia Marcel Cuvelier. 
1970, Wucherungen (în limba germană, după L'augmentation), SR/WDR.
1971, Tagstimmen (în limba germană, împreună cu Eugen Helmlé și Philippe Drogoz. SR.
1981, Théâtre I. La Poche Parmentier, précédé de l'Augmentation, Hachette (P.O.L.).
1991, Der Teufel in der Bibliothek (după Le diable dans la bibliothèque), SR.

#### În colaborare
1969, cu Pierre Lusson și Jacques Roubaud, Petit traité invitant à la découverte de L’art subtil du go, Christian Bourgois. 
1973, Oulipo, la Littérature potentielle. Créations, re-créations, récréations, Gallimard.
1980, cu Robert Bober, Récits d’Ellis Island. Histoires d’errances et d’espoir, Editions 
du Sorbier. 
1981, OULIPO, Atlas de littérature potentielle, Paris, Gallimard, „Idées”. 
1981, cu Cuchi White, L'Œil ébloui, Chêne/Hachette. 
1987, OULIPO, La Bibliothèque oulipienne, vol. II. Paris, Ramsay. 
1989, cu Marcel Benabou, Presbytères et prolétaires. Le dossier P.A.L.F., Editions du 
Limon.

#### Filmografie
1973, Un homme qui dort, alb-negru, după romanul lui Georges Perec cu același titlu (1967). 
1975, La Vie filmée des Français (sezonul 2), comentariu scris și citit de Georges Perec. 
1976, Les Lieux d’une fugue, color, realizator Georges Perec după povestirea eponimă (1975). 
1979, Récits d’Ellis Island. Histoires d’errance et d’espoir, scenariu și voce, Georges Perec. 
1979, Série noire, dialoguri de Georges Perec, regia Alain Corneau. 
1980, Les jeux de la comtesse Dolingen de Gratz, regia Catherine Binet. Georges Perec este 
producătorul filmului. 

#### Eseuri
1974, Espèces d'espaces, Galilée (l'Espace critique). 
1985, Penser/Classer, Hachette (Textes du XXe siècle).
1989, L’Infra-ordinaire, Seuil (la Librairie du XXe siècle). 
1990, Je suis né, Paris, Seuil.
2022, Lieux, Le Seuil, Bibliothèque du XXIe siècle.

#### Divers
1979, Les Mots croisés de Georges Perec, précédé de Considérations de l'auteur sur l'art et la 
manière de croiser les mots, Mazarine. 
1980, "81 fiches-cuisine à l’usage des débutants", in Christian și Catherine Besson 1980, 
Weinzaepfen, Manger, Liège, Editions Yellow Now, și Châlons sur Saône, Maison de la Culture.
1981, „Alphabet pour Stämpfli” in Peter Stempfli: Œuvres récentes, catalog de expoziție la 
Centrul Georges-Pompidou, noiembrie 1980-ianuarie 1981.
1982, „Tentative d'épuisement d'un lieu parisien", Christian Bourgois. 
1986, Les Mots croisés, II, P.O.L.-Mazarine.
1989, Vœux, Seuil (la Librairie du XXe siècle).
1991, Cantatrix sopranica L. et autres écrits scientifiques, Paris, Seuil.
1992, L.G., Une aventure des années soixante, Paris, Seuil.
1993, Le Cahier des charges de La Vie mode d’emploi, Paris, CNRS Éditions, „Manuscrits”.
1996, What a man!, Bordeaux, Le Castor astral.
1997, " Cher, très cher, admirable et charmant ami..." Correspondance Georges Perec et 
Jacques Lederer, Paris, Flammarion.
1997, Perec/grinations, Cadeilhan, Zulma.
1999, Jeux intéressants, Cadeilhan, Zulma.
1999, Nouveaux jeux intéressants, Cadeilhan, Zulma.
2003, Entretiens et conférences (2 volume), Nantes, Joseph K.
2012, 56 lettres à un ami, Coutras, Les Éditions Le Bleu du Ciel. 
2012, En dialogue avec l’époque et autres entretiens, Nantes, Joseph K.

### Traduceri în limba română(până în 2024)
1967, Lucrurile. Povestire din anii '60. Traducere în limba română de Livia Storescu. 
București, Editura pentru Literatură Universală, Colecția Meridiane, 142 p.
1996, O colecție de amator. Traducere în limba română de Yvonne Goga, Mircea Goga. Cluj-
Napoca, Editura Dacia, 98 p.
2004, Un om care doarme. Traducere în limba română de Nicolae Balotă. Editura Paralela 45, 
colecția Ficțiune fără frontiere, 126 p. 
2010, Dispariția. Traducere lipogramatică în limba română de Șerban Foarță. București, Editura Art, 336 p.
2016, W sau amintirea copilăriei. Traducere și note de Laurențiu Malomfălean. Cluj-Napoca, 
Casa Cărții de Știință, colecția Romanul francez actual nr. 24.
2021, 15 poeme de Georges Perec, în: Euphorion, 1, 2021, traducere lipogramatică de Mircea Ardeleanu.
2024, Viața mod de întrebuințare, traducere, note, îngrijirea ediției de Mircea Ardeleanu, 
București, Editura Univers, Colecția „Romanul secolului al XX-lea”.

## Omagiu

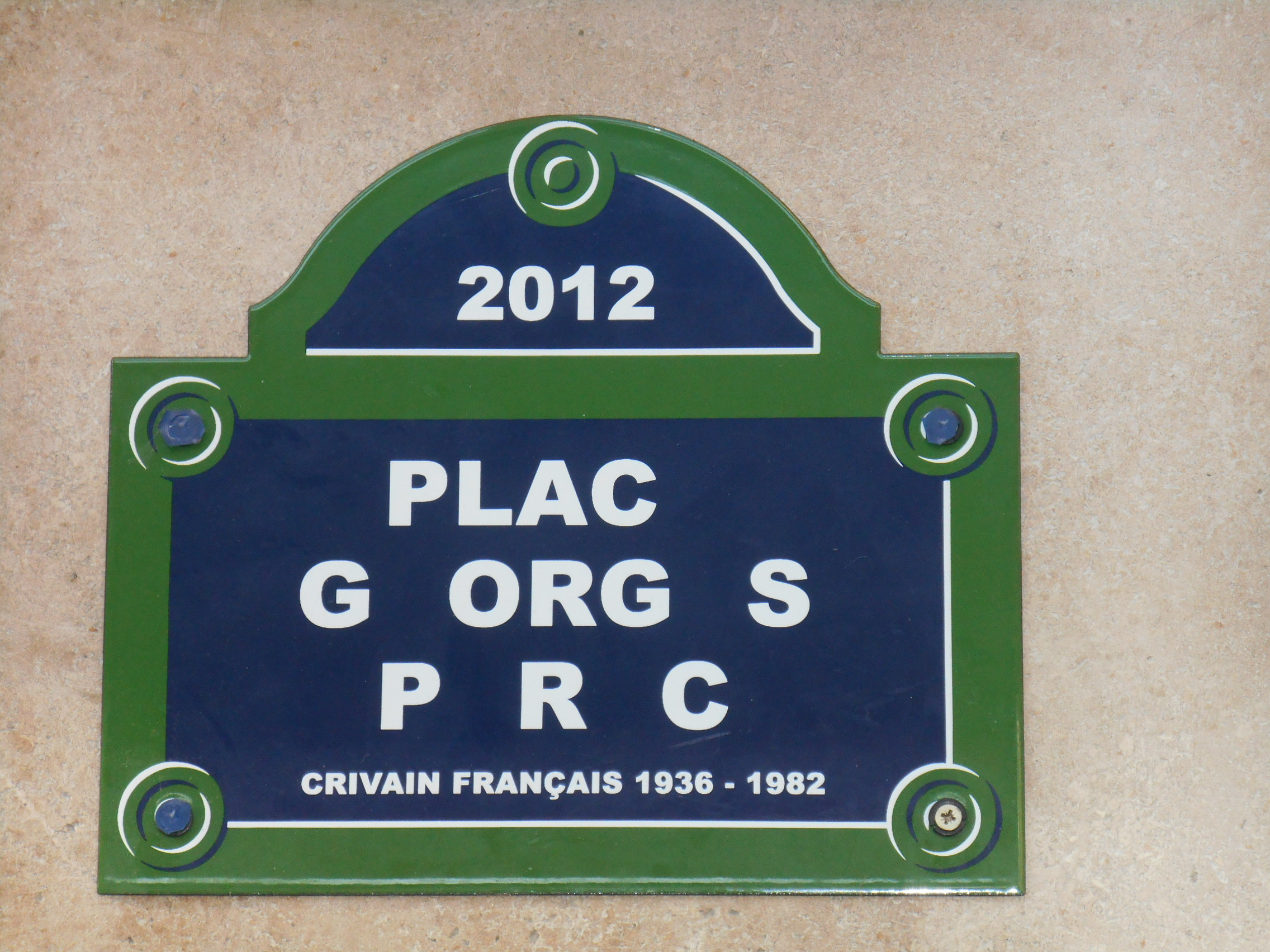
Placa omagială Disparition de pe Café de la Mairie din Place Saint-Sulpice (Paris), lucrare a artistului Christophe Verdon.